# Julius Evola
Julius Evola, pseudonimo di Giulio Cesare Evola (Roma, 19 maggio 1898 – Roma, 11 giugno 1974), è stato un filosofo, pittore, poeta, scrittore ed esoterista italiano.
Si occupò di arte, filosofia, storia, politica, esoterismo, occultismo, religione, costume, in una sintesi che rappresenta una mescolanza singolare di diverse scuole e tradizioni di pensiero, che includono l'idealismo tedesco, le dottrine orientali, il tradizionalismo integrale e, in ruolo preminente, la Weltanschauung della Rivoluzione conservatrice, con cui Evola ebbe una profonda identificazione anche personale.
Le sue posizioni si inquadrano nell'ambito di una cultura di tipo aristocratico e di tendenze ideologiche in gran parte presenti anche nel fascismo e nel nazionalsocialismo, ai quali fu vicino pur esprimendosi talvolta in chiave critica nei confronti dei due regimi sotto alcuni aspetti. Evola fu inoltre promotore di una visione del mondo caratterizzata dalla magia e dall'occulto. Nel dopoguerra affermò di aver ricevuto apprezzamenti da Mussolini per alcune impostazioni: in particolare il ritorno alla romanità e una teoria della razza in chiave spirituale, che propugnò in un'ampia serie di scritti. Da parte sua il filosofo nutrì una pacata ammirazione nei confronti del Duce ma rimase sempre più vicino alla concezione tedesca del fascismo che non a quella italiana.
Nonostante ciò, le sue idee eterodosse non sempre furono ben accolte dalla classe dirigente italiana del tempo e gli valsero la sospensione di alcune pubblicazioni da parte dello stesso PNF e in Germania il sospetto delle gerarchie naziste. Evola contribuì alla divulgazione in Italia di importanti autori europei del XIX e del XX secolo: Bachofen, Guénon, Jünger, Ortega y Gasset, Spengler, Weininger, Meyrink, traducendo alcune loro opere e pubblicando saggi critici.
La complessità del suo pensiero e le critiche rivolte ai partiti della destra europea gli procurarono, anche dopo la fine della guerra, un grande seguito negli ambienti tradizionalisti conservatori italiani ed europei, dagli esponenti della destra più moderata (Giano Accame, Marcello Veneziani) fino a quelli più radicali del neofascismo (rappresentati da Franco Freda, Adriano Romualdi, Giorgio Almirante, Pino Romualdi, Pino Rauti ed Enzo Erra del Centro Studi Ordine Nuovo). Le sue opere vengono tradotte e pubblicate in Germania, Francia, Spagna, Portogallo, Belgio, Grecia, Svizzera, Gran Bretagna, Russia, Stati Uniti, Messico, Canada, Romania, Argentina, Brasile, Ungheria, Polonia, Turchia.

## Biografia

### Origini
Giulio Cesare Evola nacque a Roma alle ore 22:00 di giovedì 19 maggio 1898. I genitori erano Vincenzo Evola (1854-1941) e Concetta Mangiapane (1865-1952). Entrambi i genitori erano siciliani, nati a Cinisi. I nonni paterni di Giulio Cesare Evola erano Giuseppe Evola (1815-1897) e Maria Cusumano (1818-1895). Giuseppe Evola è riportato come falegname nell'atto di nascita di Vincenzo. I nonni materni di Giulio Cesare Evola erano Cesare Mangiapane (1825-1896) e Caterina Munacò (1831-1930). Cesare Mangiapane è riportato come bottegaio nel registro delle nascite di Concetta. Vincenzo Evola e Concetta Mangiapane si sposarono a Cinisi il 25 novembre 1892. Nell'atto di matrimonio Vincenzo Evola è riportato come capo meccanico telegrafico e già residente a Roma, mentre Concetta Mangiapane è riportata come possidente. Giulio Cesare Evola aveva un fratello maggiore, Giuseppe Gaspare Dinamo Evola (1895-1958) per cui, essendo il secondo figlio maschio, seguendo la convenzione di denominazione siciliana dell'epoca, seppur con una leggera variazione, Giulio Cesare Evola fu in parte denominato in onore al nonno materno.
Benché non lo fosse, Giulio Cesare Evola si è spesso riportato come barone, in riferimento a un presunto distante rapporto di discendenza con una famiglia aristocratica siciliana di antica origine normanna (gli Evoli, baroni di Castropignano in Molise, nel Tardo Medioevo, poi passati in Sicilia) del Regno di Sicilia.

### Formazione
Giulio Cesare Evola studiò all'Istituto Tecnico "Leonardo da Vinci" di Roma. Le poche notizie sui suoi anni di formazione si possono ricavare dall'autobiografia intitolata Il cammino del cinabro, pubblicata nel 1963 dall'editore Scheiwiller e che, nelle intenzioni dell'autore, sarebbe dovuta uscire postuma, la quale più di ogni altro scritto di Evola contribuì alla nascita del culto del suo autore. Riguardo ai dati puramente biografici e famigliari, Evola fu sempre abbastanza riservato, dicendo di essersi lasciato alle spalle questi aspetti, pur essendo in seguito state pubblicate, nella ristampa moderna dall'autobiografia, diverse fotografie che lo ritraggono durante l'infanzia con i genitori.
(Julius Evola, Il cammino del cinabro, op. cit., p. 5.)
La lettura delle opere degli autori su citati (in particolare Nietzsche), ebbe su Evola alcune dirette conseguenze: in primo luogo un'opposizione al Cristianesimo, soprattutto in riferimento alla teoria del peccato e della redenzione, del sacrificio divino, della grazia e dell'eguaglianza fraterna. In secondo luogo una sorta di insofferenza verso il mondo borghese, la sua piccola morale e il suo conformismo.
Decise dunque di svincolarsi dalla routine borghese, soprattutto nei suoi aspetti più concreti e quotidiani: famiglia, lavoro, amicizie. Si iscrisse alla facoltà di ingegneria, ma rifiutò di discutere la tesi per disprezzo dei titoli accademici, poiché «l'apparire come un "dottore" o un "professore" in veste autorizzata e per scopi pratici, mi sembrò cosa intollerabile, benché in seguito dovessi vedermi continuamente applicati titoli che non ho».
Proseguì nello studio dell'arte e della filosofia:
(Julius Evola, Il cammino del cinabro, op. cit., p. 5.)
Successivamente si distaccò anche da Papini, soprattutto per la conversione di costui al cattolicesimo e a seguito della pubblicazione del libro Storia di Cristo (1921).

### Il primo periodo artistico: l'idealismo sensoriale
Inizia giovane l'attività in campo artistico: i primi quadri risalgono al 1915, le prime poesie al 1916.

Attraverso Giovanni Papini entra in contatto con alcuni esponenti del Futurismo quali Giacomo Balla e Filippo Tommaso Marinetti. Nel 1919 partecipa alla "Grande Esposizione Nazionale Futurista" di Palazzo Cova a Milano. Ben presto si stacca da questo movimento per ragioni che lui stesso espone:
(Julius Evola, Il cammino del cinabro, op. cit., p. 8.)
A questa prima fase, definita dallo stesso Evola idealismo sensoriale, appartengono le opere: Fucina, studio di rumori (1917 circa), Five o'clock tea (1918 circa) e Mazzo di fiori (1917-18).

### Gli anni della prima guerra mondiale

Evola in divisa sul Monte Cimone di Tonezza, 1917

Nel periodo della neutralità italiana, fu tra i pochi che sostenevano di dover entrare in guerra, non contro gli Imperi Centrali, ma al loro fianco.
Frequenta a Torino un corso per allievi ufficiali e partecipa alla prima guerra mondiale come ufficiale di artiglieria sull'altopiano di Asiago dal 1917 al 1918. Rientra a Roma dopo il conflitto e attraversa una profonda crisi esistenziale che lo porta sull'orlo del suicidio, come egli stesso riporta ne Il cammino del cinabro:
(Julius Evola, Il cammino del cinabro, op. cit., p. 10.)
Il passo cui si riferisce Evola è il seguente: «Chi prende l'estinzione come estinzione e, presa l'estinzione come estinzione, pensa all'estinzione, pensa sull'estinzione, pensa "Mia è l'estinzione" e si rallegra dell'estinzione, costui, io dico, non conosce l'estinzione». Si tratta di una traduzione e rielaborazione di una frase del Buddha contenuta nel discorso del Mulapariyâya Sutta (Canone pāli, Majjhima Nikaya, I).

### Il secondo periodo artistico: l'astrattismo mistico
Nel 1920 aderisce al Dadaismo ed entra in contatto epistolare con Tristan Tzara. Come pittore diviene uno dei massimi esponenti del Dadaismo in Italia. Questa seconda fase viene definita, sempre da Evola, astrattismo mistico ovvero una reinterpretazione dadaista in chiave di spiritualismo e di idealismo. A questa fase appartengono alcune importanti opere: Paesaggio interiore 10,30 (1918-20) e Astrazione (1918-20). Questo periodo vede Evola impegnato in due mostre personali: quella del gennaio 1920 alla casa d'arte Bragaglia di Roma, e quella del gennaio 1921 alla galleria Der Sturm di Berlino in cui presenta sessanta dipinti.
Pubblica nel 1920, per la Collection Dada, l'opuscolo Arte astratta. Sempre nello stesso anno fonda con Gino Cantarelli la rivista Bleu e pubblica a Zurigo il poema dada La parole obscure du paysage intérieur. Collabora inoltre con Cronache d'attualità di Anton Giulio Bragaglia e con Noi di Enrico Prampolini. Nel 1923 cessa l'attività pittorica e fino al 1925 fa uso di sostanze stupefacenti con il fine di raggiungere stati alterati di coscienza: «In questo contesto, vi è anche da accennare all'effetto di alcune esperienze interiori da me affrontate a tutta prima senza una precisa tecnica e coscienza del fine, con l'aiuto di certe sostanze che non sono gli stupefacenti più in uso [...] Mi portai, per tal via, verso forme di coscienza in parte staccate dai sensi fisici».

### Il periodo filosofico
È il 1927 quando si forma il "Gruppo di Ur", con l'obiettivo di trattare con serietà e rigore le discipline esoteriche e iniziatiche. La parola, come spiega lo stesso Evola, è «tratta dalla radice arcaica del termine "fuoco", ma vi era anche una sfumatura additiva, pel senso di "primordiale", "originario", che essa ha come prefisso in tedesco». Rispetto a un tentativo già intrapreso da Reghini con la direzione delle riviste Atanor e poi Ignis, il "Gruppo di Ur" si prefigge di accentuare maggiormente il lato pratico e sperimentale.
Il gruppo di studio adotta il principio dell'anonimato dei collaboratori – che si firmano tutti con uno pseudonimo – e inizia sotto la direzione di Evola la pubblicazione di fascicoli mensili che sono poi riuniti nei volumi Introduzione alla magia usciti tra il 1927 e il 1929. Il termine magia, spiega Evola, non corrisponde al significato popolare, ma alla «formulazione del sapere iniziatico che obbedisce a un atteggiamento attivo, sovrano e dominativo rispetto allo spirituale».
Verso la fine del 1928 nel "Gruppo di Ur" avviene una scissione rispetto alla quale Evola è molto vago, anche in relazione al principio dell'anonimato cui il gruppo si rifà: parla genericamente di intromissioni della massoneria all'interno del gruppo, ma in realtà sono presi di mira Arturo Reghini e Giulio Parise, entrambi massoni. A seguito di questa scissione, pochi mesi dopo, il gruppo si scioglie definitivamente.
Successivamente, ne Il cammino del cinabro, Evola torna sull'argomento raccontando di come Mussolini si preoccupasse del "Gruppo di Ur", pensando che qualcuno volesse agire magicamente su di lui. Evola mette in relazione questo fatto all'ordine giunto ad alcune riviste di interrompere la collaborazione con lui e decide di chiarire il fatto con il duce: «Giunto a sapere come le cose effettivamente stavano, Mussolini cessò di interferire. In realtà, Mussolini, oltre che suggestionabile, era abbastanza superstizioso (come controparte di una mentalità, in fondo, chiusa alla vera spiritualità)».
Sempre ne Il cammino del cinabro Evola ammetterà la non veridicità di alcuni dei fenomeni paranormali descritti nelle riviste Atanor e Ignis e poi raccolti in Introduzione alla Magia quale scienza dell'Io: «Per debito di onestà, debbo dire che vanno messi sotto beneficio d'inventario alcuni dei fenomeni riferiti in Introduzione [alla Magia quale scienza dell'Io], in relazione al gruppo [di Ur]».
Il mancato suicidio è per Evola il momento di passaggio più significativo: fine del periodo artistico e inizio del periodo filosofico. Esce nel 1925 il primo libro di filosofia: Saggi sull'idealismo magico. Coerentemente con le posizioni teoriche della sua seconda fase artistica (astrattismo mistico) Evola si distacca dall'idealismo hegeliano in favore di una libertà interiore assoluta. Il pensiero deve prefiggersi il compito di superare i limiti dell'umano per andare verso l'oltre-uomo teorizzato da Nietzsche. L'attualismo gentiliano diventa dunque il punto di partenza: dall'Io come principio attivo della realtà su un piano logico-astratto, all'Io come criterio di potenza capace di affermare l'individuo assoluto.
Secondo Evola l'individuo assoluto è immediatamente sé nelle infinite affermazioni individuali e in ciascuna di esse si fruisce come libertà, come incondizionata agilità e arbitrio assoluto. Termina nel 1924 la Teoria e fenomenologia dell'individuo assoluto che inizia a scrivere già in trincea (nel 1917) e che viene pubblicata in due volumi (nel 1927 e nel 1930) dall'editore Bocca. In questo testo Evola si interessa delle dottrine riguardanti il sovrarazionale, il sacro e la gnosi, con l'obiettivo di tentare il superamento della dualità io/non-io. Il suo interesse verso le tradizioni orientali si manifesta in L'uomo come potenza, pubblicato nel 1926, dove compare una concezione dell'io ispirata ai dettami del tantrismo e del taoismo.
Queste ultime opere segnano un'ulteriore svolta: passaggio da una posizione filosofica di tipo teoretico a una di tipo pragmatico. Evola cerca di individuare strumenti concreti per mezzo dei quali calare nella vita quotidiana la teoria dell'Individuo assoluto. A partire dal 1924 inizia un'intensa esperienza giornalistica: partecipa alla redazione di Lo Stato democratico, una rivista contemporaneamente antifascista e antidemocratica, e tra il 1924 e il 1926 collabora a riviste come Ultra, Bilychnis, Ignis, Atanor e Il mondo. In questo periodo Evola frequenta i circoli esoterici romani e partecipa alla vita notturna della capitale intrattenendo un tempestoso rapporto sentimentale con Sibilla Aleramo, come lei stessa riporta nel libro Amo dunque sono del 1927:
(Sibilla Aleramo, Amo dunque sono, Milano, Mondadori, 1927, p. 104.)

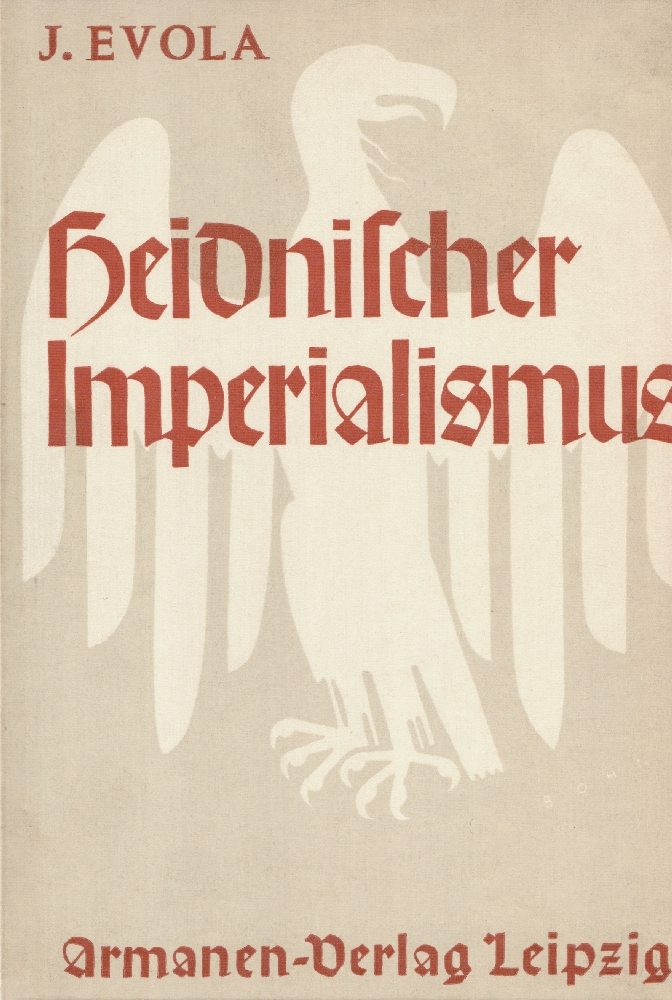
La versione tedesca di Imperialismo pagano, il pamphlet neoghibellino di Evola

Tra il 1927 e il 1929 coordina il Gruppo di Ur, che si occupa di esoterismo e di ricerche sulle tradizioni extra europee: un'antologia dei fascicoli editi viene più tardi pubblicata in tre volumi (tra il 1955 e il 1956) con il titolo Introduzione alla magia quale scienza dell'Io. Conosce Arturo Reghini e legge i suoi scritti. Nel 1928 pubblica un libro che gli procura grande fama: Imperialismo pagano, uscito per la casa editrice massonica Atanòr alcuni mesi prima della stipulazione dei Patti lateranensi. In questo pamphlet (poi tradotto in tedesco nel 1933) Evola attacca violentemente il Cristianesimo ed esorta il Fascismo a ritrovare l'antica grandezza della civiltà romana perduta con l'avvento della nuova religione:
(Julius Evola, Imperialismo pagano, Padova, Edizioni di Ar, 1996, p. 24.)
Nell'opera, Evola sostiene che per creare un vero impero fascista bisogna contrastare la Chiesa e non rapportarsi con essa sullo stesso piano distruggendo ogni sua influenza all'interno dello stato italiano, il quale deve essenzialmente aspirare a una rivoluzione pagana anticristiana che metta la Chiesa sulla via dell'estinzione. Il libro venne poco apprezzato dalla società fascista dell'epoca suscitando critiche e derisioni verso il suo autore che venne inoltre accusato di aver plagiato le tesi di un testo intitolato appunto Imperialismo pagano scritto da Arturo Reghini nel 1914 per la rivista Salamandra.

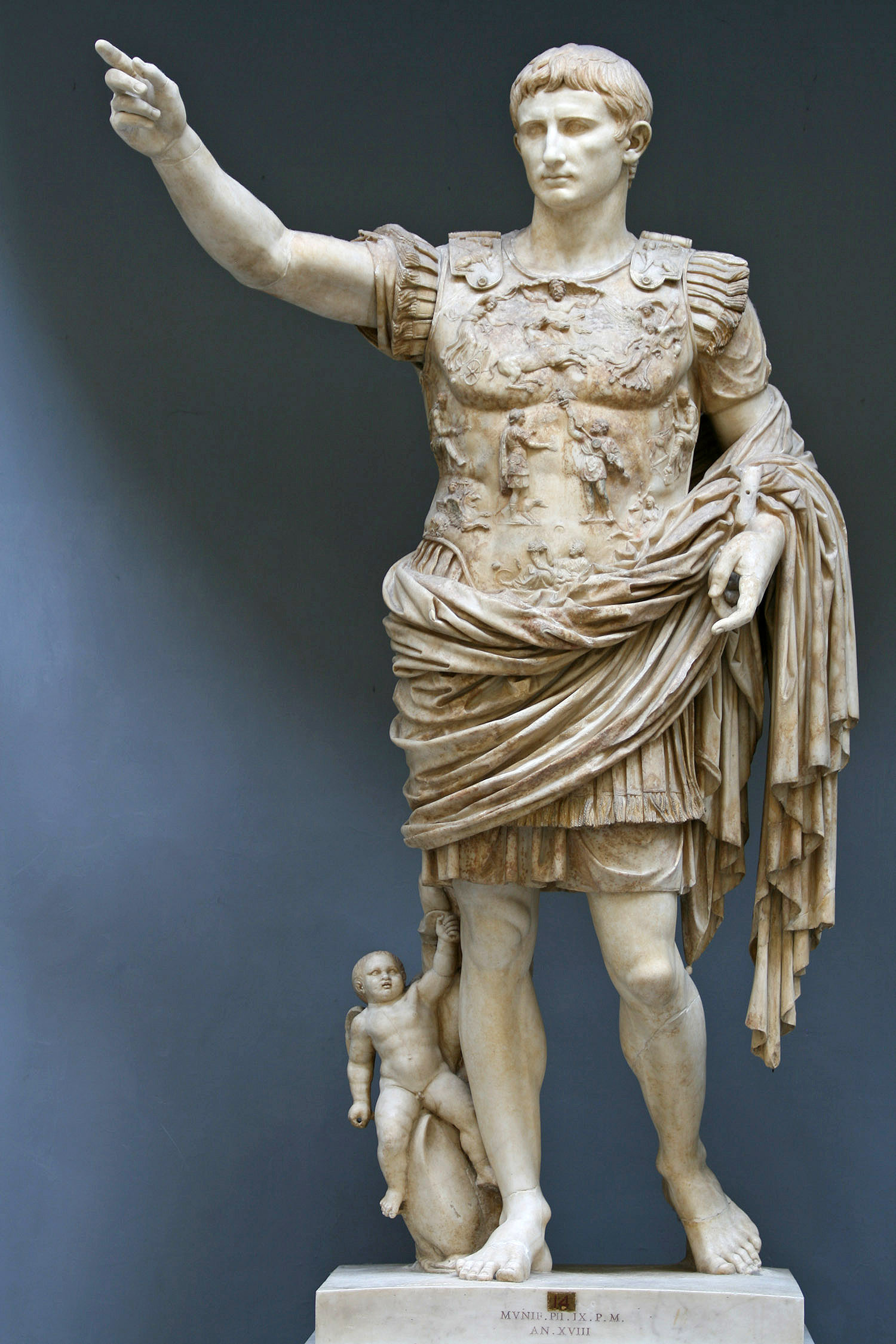
Augusto di Prima Porta

Influenzato dalla lettura delle opere di René Guénon su consiglio dello stesso Reghini, abbandona in seguito alcune delle tesi proposte in Imperialismo pagano a favore di un personale concetto di "tradizione" e fonda con Emilio Servadio la rivista La Torre (uscita in soli dieci numeri tra febbraio e giugno del 1930), destinata a difendere principi sovrapolitici, in realtà «una tribuna di intellettuali che si battevano per un fascismo più radicale e più intrepido». Critiche mosse ad alcuni personaggi del Regime dalle pagine de La Torre, provocano l'intervento di Achille Starace che prima diffida Evola dal continuare la pubblicazione, poi proibisce a tutte le tipografie romane di stampare la rivista la cui pubblicazione, alla fine, viene sospesa.
Evola viene sorvegliato dal regime in quanto accusato di affiliazione all'Ordo Templi Orientis oltre che di essere «degenerato», «pederasta» e «cocainomane» ed è costretto ad assumere alcune guardie del corpo, altri militanti fascisti che invece simpatizzavano per le sue idee (come testimoniato da Massimo Scaligero). Aneddoti e testimonianze della supposta omosessualità di Evola continuarono a circolare anche anni dopo nel Movimento Sociale Italiano e negli ambienti del neofascismo (si veda un'offensiva battuta del terrorista nero Pier Luigi Concutelli).
Estraniato dal regime in questi anni, Evola inizia così un periodo dedicato interamente all'alpinismo. Nel 1930, con la guida alpina Eugenio David, affronta la scalata della parete settentrionale del Lyskamm Orientale. Di questa e di altre esperienze viene poi redatto un libro nel 1973: Meditazioni delle vette. Evola intende l'alpinismo come pratica ascetica e meditazione spirituale: superamento dei limiti della condizione umana attraverso l'azione e la contemplazione, che divengono due elementi inseparabili, «un'ascesa che si trasforma in ascesi».
Successivamente pubblica due opere: La tradizione ermetica (1931) e Maschera e volto dello spiritualismo contemporaneo (1932). La prima è una disamina dell'aspetto magico, esoterico e simbolico dell'alchimia. La seconda è un saggio critico su quelle correnti di pensiero che, secondo Evola, «invece di elevare l'uomo dal razionalismo moderno e dal materialismo, lo portano ancora più in basso: spiritismo, teosofia, antroposofia e psicoanalisi». Nel 1934 appare la sua opera fondamentale, Rivolta contro il mondo moderno, nella quale traccia un affresco della storia letta secondo lo schema ciclico tradizionale delle quattro età: oro, argento, bronzo e ferro nella tradizione occidentale e satya, treta, dvapara e Kali Yuga in quella induista. Nell'opera si indaga inoltre dell'origine della razza ariana e della sua origine iperborea-polare, che Evola identifica precisamente, riprendendo le teorie di Herman Wirth, con l'isola di Atlantide per Evola coincidente con l'antica Thule prima di diffondersi nel resto d'Europa come narrato nel libro di Oera Linda di cui Evola sosteneva l'autenticità.
In Rivolta Evola oppone il mondo "tradizionale" al mondo moderno. Nella prima parte analizza le categorie qualificanti l'uomo della "tradizione" e le antiche "razze divine"; nella seconda analizza la genesi del mondo moderno e i processi a causa dei quali la civiltà tradizionale è crollata (dal dominio dell'autorità spirituale al dominio del "quarto stato"). Partendo da questi presupposti, tre anni dopo, esamina a fondo Il mistero del Graal (1937) e le sue implicazioni dottrinarie nelle visioni dei diversi periodi storici, impostando tutta la sua disamina sul concetto di "tradizione ghibellina dell'impero", cercando di svincolare il Graal e la sua portata simbolica dalla tradizione cristiana.

### La scuola di mistica fascista

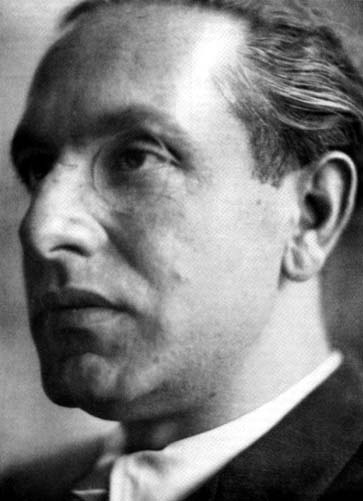
Primo piano di Evola nel 1940 circa

A partire dal 1934 Evola collabora attivamente con la Scuola di mistica fascista, fondata da Niccolò Giani nel 1930, tenendo alcune conferenze e figurando nel comitato di redazione della rivista Dottrina fascista. La maggior parte degli interventi di Evola in conferenze e scritti, riguardano principalmente il tema del razzismo, argomento che trova appoggio sia da parte di Giani sia da parte dello stesso Mussolini. Secondo Evola, tuttavia, l'espressione mistica fascista rappresenta un'incongruenza potendo parlare, al più, di etica fascista. Questo perché in realtà il fascismo, secondo Evola, «non affronta il problema dei valori superiori, i valori del sacro, solo in relazione ai quali si può parlare di mistica».
Jean-Paul Lippi – giurista e saggista francese, tra i più importanti studiosi d'oltralpe del pensatore tradizionale – rileva come Evola ravveda nella mistica «un elemento rivelatore di una spiritualità lunare e del polo femminile dello spirito». E infatti il sottotitolo di Diorama filosofico – la pagina prima mensile e poi quindicinale curata da Evola nel quotidiano Il Regime Fascista di Cremona tra il 1934 e il 1943 – è: Problemi dello spirito nell'etica fascista. Nel 2009 una serie di scritti di Evola relativi alla scuola di mistica fascista sono stati pubblicati dall'editore Controcorrente di Napoli, e aiutano in parte a chiarire le posizioni assunte dal filosofo all'interno della suddetta corrente.

### Le tesi sulla razza
Se i rapporti che Evola intrattiene col fascismo sono innegabili, soprattutto a partire dalla metà degli anni trenta, tutt'oggi è oggetto di dibattito, tra gli studiosi, l'appartenenza del filosofo ad un orizzonte intellettuale propriamente fascista in senso ortodosso.
È il 1964 quando Evola pubblica Il fascismo. Saggio di un'analisi critica dal punto di vista della Destra per i tipi dell'editore Volpe. Evola durante il fascismo non ha una particolare risonanza popolare e per lungo tempo è quasi ignorato dalla cultura ufficiale dell'epoca. Il filosofo pur iniziando ad entrare in sintonia con i temi culturali del regime fin dal 1927 – è di quell'anno il suo primo articolo pubblicato su Critica Fascista – si farà conoscere e apprezzare dall'intelligencija e dalle gerarchie fasciste solo attorno al 1934 (con le prime collaborazioni nell'ambito della Scuola di mistica fascista) e, ancor più, dopo il 1937, grazie all'avvicinamento dell'Italia alla Germania nazista ed al rapido sviluppo di una campagna e di politiche antiebraiche. Il "razzismo spirituale" di Evola viene allora recuperato dal Regime, insieme a quello di Preziosi, Orano, Bottai e di altri noti antisemiti italiani del tempo.
Da una ricerca effettuata presso l'Archivio di Stato e pubblicata nel 2001 sulla rivista Nuova storia contemporanea emerge che Evola, dal luglio 1941, ottiene dal Min.Cul.Pop. – per intercessione dello stesso Mussolini – uno stipendio mensile di duemila lire a fronte della stesura di alcuni articoli sulla razza. L'assegno cessa con la nascita della Repubblica di Salò in quanto Evola si rifiuta di trasferirsi al nord.
In quegli anni Evola scrive per quasi tutte le maggiori testate fasciste, anche se le sue collaborazioni più note (Regime fascista di Farinacci e La Vita Italiana di Preziosi) sono importanti ai fini del dibattito sul mondo della Tradizione, ma lo sono assai meno nel dibattito interno al fascismo. Più che rappresentare una corrente interna al fascismo, «Evola intese rettificare il fascismo in senso spirituale e tradizionale, in nome di idee e valori che non erano quelli originari del fascismo, ma quelli della destra conservatrice ed aristocratica».
Evola dunque non si pone come obiettivo quello di interpretare il fascismo nel suo contesto storico, ma di individuare quegli elementi che si possono ricondurre ai canoni della destra "tradizionale". Già nel volume Imperialismo pagano (1928) l'autore esorta il fascismo a valorizzare quei simboli propri alla tradizione romana (il fascio, l'aquila, l'impero). Quanto evidenziato può in parte spiegare la profonda ammirazione che Evola prova per la figura di Benito Mussolini, da lui definito «rappresentante di una razza nuova ed antica ad un tempo che ben si potrebbe chiamare razza dell'uomo fascista o razza dell'uomo Mussolini». Mussolini cerca di riesumare alcuni di quei simboli per stabilire improbabili parallelismi fra i fasti dell'antica Roma e l'Italia del tempo.
Tuttavia l'incapacità di creare da parte del regime fascista un homo novus propriamente "tradizionale", unitamente al crollo delle speranze riposte da Evola in Mussolini, artefice di un sistema politico le cui «potenzialità positive» non sono state recepite dal popolo italiano, spingono il filosofo, nel secondo dopoguerra, a prendere sempre più le distanze dall'esperienza storica del nazifascismo più che da quella ideologica. Scrive a tale proposito Julius Evola che «non fu il fascismo ad agire negativamente sul popolo italiano, sulla "razza" italiana, ma viceversa, fu questo popolo, questa "razza" ad agire negativamente sul fascismo, cioè sul tentativo fascista, in quanto dimostrò di non sapere fornire un numero sufficiente di uomini che fossero all'altezza di certe esigenze e di certi simboli, elementi sani e capaci di promuovere lo sviluppo delle potenzialità positive che potevano essere contenute nel sistema». Secondo Evola, in breve, il fascismo è stato solo un'altra degenerazione tipica del Kali Yuga, in quanto fenomeno di massa, ma che conteneva una possibilità di ritorno all'Età Aurea che non venne adeguatamente sfruttata.
Secondo lo storico Claudio Pavone «nel fondo delle posizioni di questo tipo c'è l'idea che non è stato il fascismo a rovinare l'Italia, bensì l'Italia a rovinare il fascismo, di cui era indegna». Il passo summenzionato di Evola viene citato anche da Pino Rauti e Rutilio Sermonti. I punti di criticità sollevati da Evola rispetto al fascismo sono sostanzialmente tre: il problema dello stato da un punto di vista istituzionale (rapporto tra fascismo e monarchia), il problema della rappresentanza (effettiva rilevanza del partito unico e della funzione carismatica di Mussolini) e, infine, alcuni aspetti direttamente correlati alla gestione della nazione (questione economica e sociale, autarchia, questione della razza e politica internazionale) inclusa la sua adesione ad un nazionalismo sciovinista e borghese nonché di conseguenza ad un tradizionalismo cattolicheggiante.
Secondo Evola il fascismo si distingue per un'ambiguità di fondo: oscilla fra una concezione religiosa del potere e una mistica della nazione di derivazione rivoluzionaria. Il concetto stesso di "nazione" – derivando dalla frantumazione della civiltà imperiale e feudale – è secondo l'autore un concetto falsamente di destra, in quanto si basa sui principi sovvertitori del mondo della tradizione promossi a partire dalla rivoluzione francese. Così come lo è anche lo "stato totalitario": per Evola uno stato che tende ad occuparsi di tutto (economia, educazione, indirizzi morali, conformismo) non è uno stato tradizionale. Il potere organico che si richiama alla vera destra è omnia potens, non omnia faciens.
In quest'ottica l'esperienza della Repubblica Sociale è per Evola totalmente da rigettare sotto il piano istituzionale («dal nostro punto di vista, nulla è da raccogliere dal fascismo della Repubblica Sociale») in quanto la stessa è condensata di elementi di populismo e di socialismo. Ciò che salva della RSI è quella mentalità per cui molti italiani decidono di continuare a lottare pur essendo consapevoli della disfatta. Questa mentalità si fonda per Evola sul concetto di onore e fedeltà proprio alla spirito legionario. Evola critica inoltre il concetto di "partito politico" che, derivando da una concezione illuminista, rappresenta una forma di legame improprio tra la base e il vertice, una sorta di "democrazia plebiscitaria". Allo stesso modo sottolinea di come anche il concetto di "duce" presenti analoghe problematiche: Mussolini sceglie infatti una gestione populistica della propria figura, ritenendo che l'andare verso le masse sia un elemento rafforzativo del proprio potere, anziché optare per un aristocratico distacco dal popolo.
In appendice all'edizione del 2001 del libro Fascismo e Terzo Reich si trovano alcuni interessanti scritti di Evola che vanno dal 1930 al 1940 circa in cui l'autore opera un'analisi discriminatrice sul fascismo, non risparmiando critiche al regime di Mussolini. Gli scritti sono circa una ventina. Tra i più significativi: Carta d'identità (1930), Due facce del nazionalismo (1931), Paneuropa e fascismo (1933), Razza e cultura (1934), Significato spirituale dell'autarchia (1938), Legionarismo ascetico (1938) e Partito od Ordine? (1940). In questi articoli, apparsi nel corso degli anni su alcune testate giornalistiche (La Nobiltà della Stirpe, Rassegna Italiana ed altre), Evola contesta, anche se in forme non esplicite, alcune scelte del regime (il retaggio socialista, la deriva populista di Mussolini, l'ingerenza dello stato totalitario nella vita del singolo, il concetto stesso di partito politico).
Come rileva Gianfranco De Turris nella nota introduttiva al testo «Evola scrisse le sue critiche, espose i suoi dubbi, propose le sue interpretazioni alternative durante tutto il Ventennio fascista. Certo, con toni e con modi adeguati ai tempi, conformi al suo scrivere all'interno del regime e su testate del regime ancorché eterodosse e di fronda, ma lo fece a differenza di tanti altri che espressero i loro dubbi e le loro repulse [...] solo dopo il 1945».
A metà degli anni trenta Evola inizia a orientare i propri studi su aspetti più propriamente politici, legati in particolar modo alla "questione della razza". La teoria razziale evoliana è spesso definita "razzismo spirituale".
Riprende l'attività giornalistica scrivendo su quotidiani: Il Regime Fascista, Corriere Padano, Il Giornale della Domenica, Roma, Il Popolo d'Italia, La Stampa e Il Mattino; su stampe e periodici: Logos, Educazione Fascista, La Rivista del Club Alpino Italiano, Politica, Nuova Antologia, '900, Il progresso religioso, La difesa della razza, Augustea, Carattere, Insegnare e Scuola e cultura.
Nel 1937 pubblica Il Mito del Sangue (poi riedito nel 1942) dove ricostruisce le concezioni sulla razza dalle civiltà antiche fino alle teorie del XVIII secolo (de Gobineau, Woltmann, de Lapouge, Chamberlain), contrapponendole alla versione moderna del razzismo biologico di stampo nazionalsocialista. Segue nel 1941 Sintesi di dottrina della razza. In questi testi esprime le sue concezioni antisemite basate non semplicemente su un razzismo biologico quanto anche spirituale. Gli ebrei, per Evola, non possono essere considerati propriamente una razza specifica a causa della molteplice stratificazione etnica avvenuta nel corso dei secoli: «Già la Bibbia parla di 7 popoli che avrebbero concorso a formare il sangue ebraico [...] Come da questo composto etnico abbia potuto sorgere un sentimento così vivo di solidarietà e di fedeltà al sangue [...] tale da far pensare che il popolo ebraico praticamente sia stato fra i popoli più razzisti della storia - questo è un mistero [...] La formula, in ogni modo, è che gli ebrei non sono una razza ma solo una Nazione». Di conseguenza gli ebrei costituirebbero un gradino molto basso nella scala della razza dello spirito teorizzata da Evola venendo definiti «detriti di razze».
Egli oppone a livello "tradizionale" "Giudei" e "Ariani" (da "Arya") nel nome di una differenza non solo biologica ma anche di spirito.
Il libro non trova il successo sperato del suo autore di imporsi come credo razzistico ufficiale del regime fascista. In un articolo pubblicato sul Corriere padano dal titolo Responsabilità di dirsi ariani, Evola si opponeva a quel razzismo che faceva un feticismo della razza fisica affermando che sarebbe irrilevante definirsi ariani considerando solo la fisicità e non "la spiritualità ariana". Nel 1937 pubblica la Introduzione alla quinta edizione italiana dei Protocolli dei savi di Sion, manifestando adesione al feroce e maniacale antisemitismo di Giovanni Preziosi, traduttore ed editore del pamphlet. Nonostante la falsità del documento fosse stata comprovata già dal 1921 in questa Introduzione Evola afferma in maniera anti-filologica che non avrebbe importanza la non autenticità storica dell'opuscolo, visto che comunque lo stesso manifesterebbe veridicità secondo lui attendibile nel descrivere i maneggi ebraici per il controllo della società (banche, stampa, mercato, politica). L'ebraismo è per Evola «una forza eternamente nemica» una colpa senza redenzione anche di fronte alla conversione: «nemmeno il battesimo e la crocefissione cambia la natura ebraica».
Nel marzo del 1938 ebbe occasione di incontrare in Romania, presso la sua abitazione Corneliu Codreanu definendolo «una delle più nobili e generose figure del fronte dell'antiebraismo e del "fascismo" europeo» e sentendo subito una profonda affinità intellettuale col leader della Guardia di Ferro apprezzando l'ascetismo militare del suo gruppo quanto la tenacia antisemita e la sua battaglia per l'eliminazione della "idra ebraica".
In un primo momento si esprime negativamente sul colonialismo italiano giudicando l'Etiopia conquistata dall'Italia nient'altro che una «contraffazione degenerescente di un organismo tradizionale» seppur in seguito affermerà di averne riconosciuto dei lati positivi per aver creato «un rafforzamento del sentimento di distanza e della coscienza della propria razza in senso generico, per prevenire pericolose promiscuità e tutelare un necessario prestigio». Sempre in quegli anni tiene un ciclo di conferenze presso le Università di Firenze e di Milano su richiesta del Ministro dell'Educazione Nazionale Bottai. Benché non ve ne sia traccia nella biografia dell'autore, il saggista Franco Cuomo scrive che Evola, nel 1938, è tra i firmatari del cosiddetto Manifesto della razza. Tutt'oggi la "questione razziale" di Evola rimane un tema molto dibattuto tra gli studiosi. A partire dagli anni sessanta, Evola, a più riprese, cerca di ribadire – in alcuni casi rivedendo certe posizioni giovanili – la sua concezione sulla razza.
Già ne Il mito del sangue (1937) Evola, in riferimento alla concezione esclusivamente biologica che i tedeschi fanno del razzismo, espone le sue perplessità: «È ben possibile che in questo stato il razzismo avrebbe potuto aver la possibilità di sviluppare più proficuamente gli elementi valevoli che esso può comprendere in sé. Invece, con l'assurgere a ideologia ufficiale di una rivoluzione [quella nazionalsocialista germanica], il razzismo ha finito con il pregiudicare siffatti elementi» facendo riferimenti espliciti alla figura di Hitler: «[...] l'idea razzista da parte dello Hitler [...] quanto a idee nuove rispetto a quel che finora abbiamo conosciuto, non ve ne è quasi nessuna».
Dedica un intero capitolo (Il problema della razza) della sua autobiografia a questo tema in cui ribadisce la necessità di interpretare il concetto di razza da un punto di vista spirituale e non semplicemente biologico, contestando ad Alfred Rosenberg (il principale esponente del razzismo nazionalsocialista) la strada del razzismo materialistico intrapresa a suo tempo dalla Germania, definendola «materialismo zoologico» e condannando apertamente il fatto che il «fanatismo antisemita» fosse assimilato al semplice razzismo biologico nazionalsocialista, cioè a quella forma di antisemitismo che individua esclusivamente nell'ebreo l'unica causa di decadimento della società, non considerando ulteriori elementi come l'umanesimo, il cartesianesimo, la riforma protestante, l'illuminismo, il comunismo, il liberalismo, l'individualismo e il libero pensiero. Fanatismo verso il quale però, nel 1963, a diciassette anni dalla fine della guerra, si vedrà bene dal chiarire nei particolari, affermando semplicemente: «né io, né i miei amici in Germania sapevamo degli eccessi nazisti contro gli ebrei [...] e se ne avessimo saputo in alcun modo avremmo potuto approvarli». Evola afferma però che le persecuzioni contro gli ebrei in Italia non furono causate da una passiva accettazione della politica hitleriana ma una attiva presa di "coscienza della propria razza" data dall'esperienza coloniale e principalmente colpa dell'antifascismo dell"ebraismo internazionale" che costrinse l'Italia a prendere delle "contromisure".
Evola ha una concezione dell'uomo come essere costituito da corpo, anima e spirito, dove la parte spirituale deve avere maggior dignità su quella corporea pur senza escluderla. Secondo Evola «l'opportunità di questa formulazione risiede nel fatto che una razza può degenerare, anche restando biologicamente pura, se la parte interiore e spirituale è morta, diminuita o obnubilata, se ha perso la propria forza (come presso certi tipi nordici attuali). Inoltre gli incroci, di cui oggi pochissime stirpi sono esenti, possono avere come conseguenza che a un corpo di una data razza siano legati, in un individuo, il carattere e l'orientamento spirituale propri di un'altra razza, donde una più complessa concezione del meticciato». Il razzismo evoliano si mostra quindi più radicale ancora di quello nazista in quanto si focalizza anche sulle componenti ebraiche diffuse nell'arianità, non negando, ma comprendendo come una piccola parte del totale, il razzismo di stampo biologico.

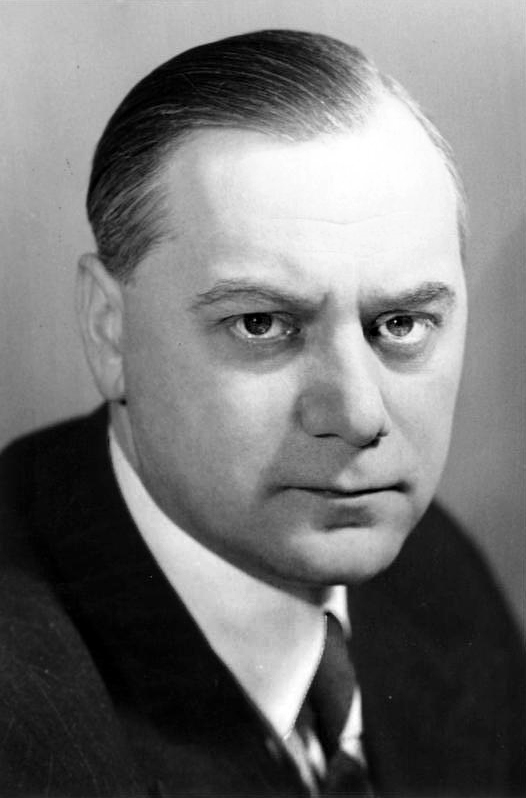
Alfred Rosenberg, le cui teorie biologiche furono criticate da Evola

Alcune parole dello storico Renzo De Felice, che pur molto critico e severo rispetto al pensiero e alle tesi di Evola ne riconosce comunque una sua coerenza, sono state utilizzate da seguaci di Evola per testimoniare di come lo stesso Evola respingesse «anche più recisamente [dell'Acerbo] ogni teorizzazione del razzismo in chiave esclusivamente biologica», dando l'idea di una sorta di giustificazione al "razzismo spirituale" del maestro.
A tale proposito De Felice segnala anche che Evola non è stato il solo a prendere le distanze dal razzismo esclusivamente biologico di matrice nazionalsocialista. Altre note figure della cultura fascista del tempo, come Giacomo Acerbo, e meno note, come Vincenzo Mazzei, se ne dissociano. L'impostazione critica data da De Felice su questo passaggio del pensiero di Evola è particolarmente apprezzata dagli autori filo-evoliani.
Anche Paolo Orano sviluppa, secondo taluni, una forma di "antisemitismo etico-sociale" che rinvia a Il mito del sangue di Evola. L'approccio al "problema della razza" di Evola, come quello di Acerbo e Orano, pur se sviluppato da posizioni e secondo logiche diverse, viene apprezzato da Mussolini che ne intravede gli elementi differenziatori da quello germanico, anche se successivamente il "Duce" non si farà scrupolo di dare patente di legittimità anche all'antisemitismo di un Preziosi, di un Interlandi e di un Gayda.
Altri autori, invece, ritengono che l'opera e il pensiero di Evola continuino a essere razzisti tout court o addirittura emuli delle tesi di Paolo Orano. È di questo avviso Attilio Milano che, a proposito della campagna antiebraica fascista, scrive: «Primo, in ordine di tempo, e per notorietà personale, come già ricordato, fu Paolo Orano [...] dietro di lui, con una vena più scadente, comparvero anche Ebrei, Cristianesimo, Fascismo, di Alfredo Romanini, Tre aspetti del problema ebraico, di Giulio Evola [...]». Lo storico Francesco Germinario nel suo saggio Razza del Sangue, razza dello Spirito analizza in particolare il progressivo avvicinamento di Evola al nazionalsocialismo, specialmente in relazione alla grande ammirazione che il filosofo aveva nei confronti delle SS e di Heinrich Himmler, il quale conobbe personalmente. Secondo il filosofo, diplomatico e scrittore del nazismo esoterico Miguel Serrano, proprio la vicinanza e l'ammirazione per gli ambienti nazisti, portò Evola ad essere invitato come ospite al castello di Wewelsburg, sede spirituale di ogni membro della SS, dove tenne alcune conferenze.

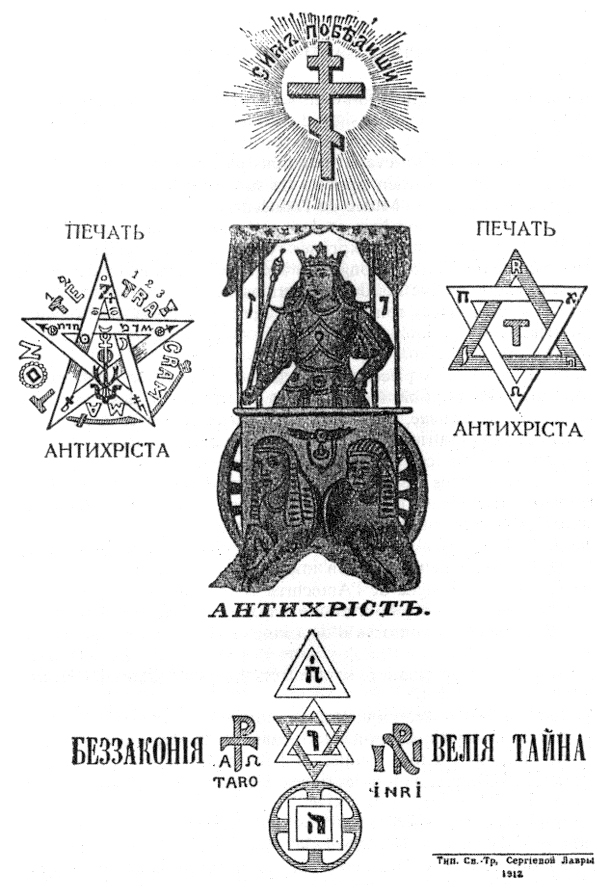
Edizione russa dei Protocolli del 1912

La tesi di maggior rilievo del saggio di Germinario consiste nel tentativo di interpretare il razzismo evoliano come una sorta di differenzialismo in nuce, ovvero un razzismo che identifica il suo obiettivo principale nella ricomposizione dei cosiddetti tre ordini di razza: corpo, anima, spirito. Dunque, secondo Germinario, Evola riprende, seppur in maniera meno esplicita, alcune delle teorie di de Gobineau che cercano di identificare una gerarchia ideale nei gruppi delle razze umane. Lo storico torinese Francesco Cassata, che ha dedicato molti suoi scritti al rapporto tra fascismo e razzismo e agli studi sull'eugenetica, nel suo A destra del fascismo, sottolinea di come il razzismo sia un aspetto centrale del pensiero evoliano, e che in realtà lo stesso è volutamente depotenziato e purificato dai suoi estimatori con lo scopo di dare una visione edulcorata delle teorie del filosofo.
Più dura la posizione del giornalista Gianni Scipione Rossi, che con il volume Il razzista totalitario cerca di mettere in luce quegli aspetti contraddittori del pensiero evoliano rispetto al tema della razza. Ma soprattutto Il razzista totalitario tenta di dimostrare che quella di Evola non è una parentesi razzista, ma una costruzione originale e autonoma di una teoria che accompagna tutta l'opera evoliana. Per il germanista Furio Jesi Evola è «un razzista così sporco che ripugna toccarlo con le dita». Lo storico e saggista torinese infatti dubita fortemente della definizione spiritualistica attribuita al razzismo di Evola e ritiene anzi che le sue teorie farneticanti e triviali conducano direttamente ad Auschwitz: «Egli [Evola] non si è mai dichiarato paladino dei roghi dei libri, anche se bisogna precisare che implicitamente, da intellettuale, s'intende, ha dato una mano ai forni crematori non per libri ma per uomini».
La maggior parte delle critiche mosse a Evola e ai suoi studi sulla razza (per esempio da Dana Lloyd Thomas, Gianni Scipione Rossi, Francesco Germinario, Francesco Cassata), sostanzialmente, cercano di dimostrare che il cosiddetto razzismo spirituale in realtà è una sofisticata costruzione teorica utilizzata dall'autore e ancor più dai suoi epigoni per celare il convincimento di un vero e proprio razzismo di matrice biologica, e che dunque c'è in realtà un filo diretto tra le teorie nazionalsocialiste e quelle evoliane, queste ultime solo apparentemente diverse. In ogni caso è in concomitanza con la campagna antiebraica scatenata dal regime fascista a partire dal 1937 che Julius Evola, grazie al suo "razzismo spirituale", entra definitivamente a far parte, a pieno titolo, della cultura e dell'intelligencija fascista di quegli anni. Secondo Fabio Venzi, in maniera del tutto infondata, ciò non impedisce a Evola di avere una "doppia affiliazione" ed essere pure membro della tanto di lui osteggiata Massoneria.

### Gli anni della seconda guerra mondiale

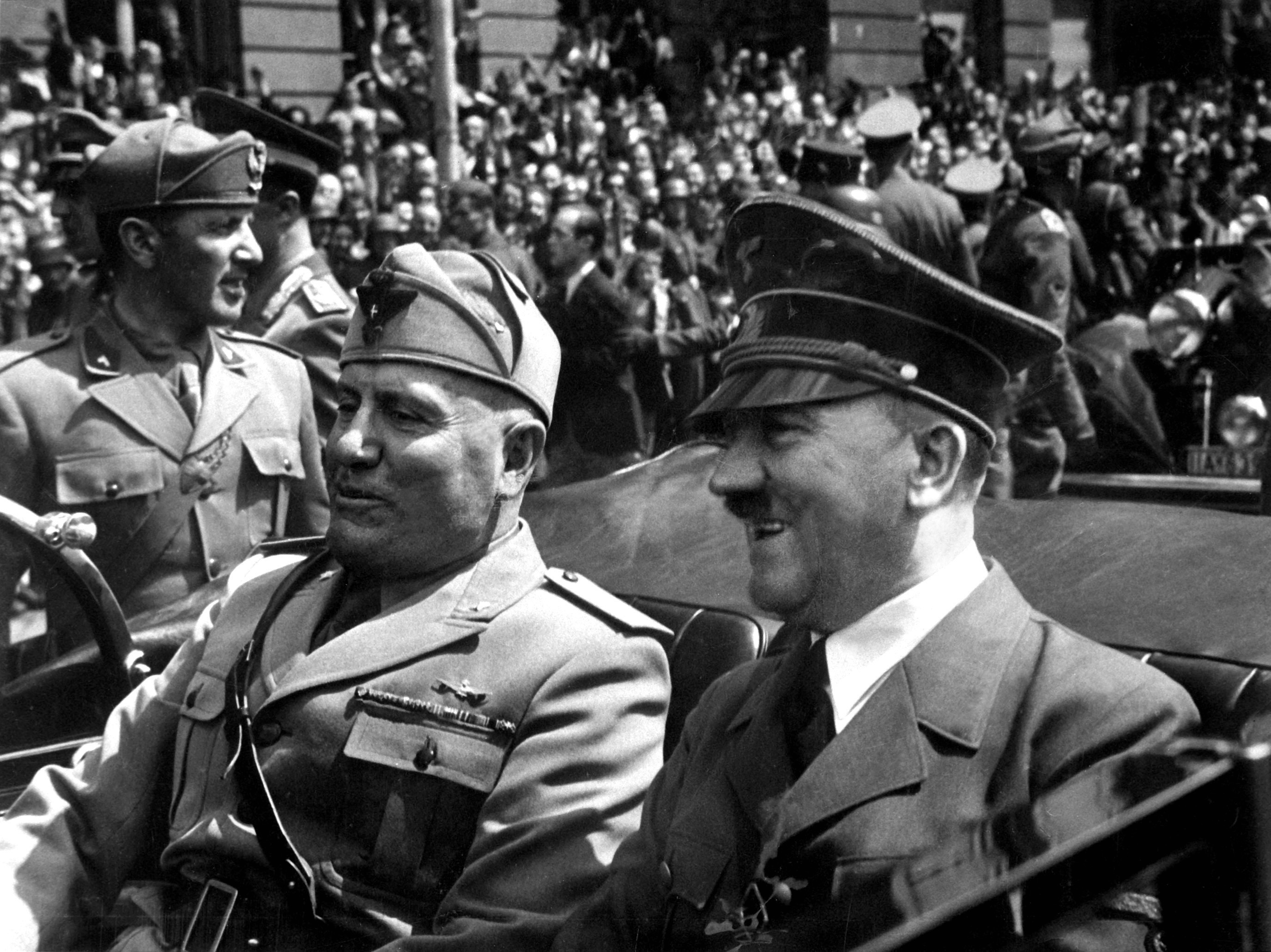
Hitler e Mussolini nel giugno 1940

Evola non aderisce al Partito Nazionale Fascista e tale mancata adesione gli impedisce nel 1941 di arruolarsi come volontario contro l'Unione Sovietica nel corso della seconda guerra mondiale. Nel 1942 viene pubblicato un suo saggio dal titolo Per un allineamento politico-culturale dell'Italia e della Germania nel quale esprime ammirazione per il nazismo tedesco, considerandolo superiore al fascismo in ragione del coraggio nel risvegliare l'antico spirito ariano e germanico. Critica tuttavia l'incompletezza nell'attuazione di questo programma, non abbastanza radicale e aderente ai principi della "Tradizione": per esempio una difesa della razza improntata giuridicamente a una sorta di "igiene razziale" basata meramente sul razzismo biologico e il potere del Führer derivato dal popolo e non un potere regale di origine divina come nell'ideale società ario-germanica delle origini.
Evola teorizza dunque il tradizionalismo puro, ideale e radicale, capace di attuare i propri principi e di far trionfare la cultura romana e pagana delle origini. Tra l'Unione Sovietica bolscevica e gli Stati Uniti d'America capitalistici, il nazionalsocialismo tedesco gli sembra proporre una terza via: un impero europeo e pagano sotto la guida egemonica della Germania di Hitler. Nel 1943, riprendendo temi già trattati nei suoi anni giovanili, pubblica La dottrina del risveglio, un saggio sull'ascesi buddhista. Nel 1951 l'opera viene poi tradotta in inglese da Harold Edward Musson (Ñāṇavīra Thera) con l'avallo della Pali Society, anche se l'unica fonte che riporta questa informazione è lo stesso Evola: «L'edizione inglese aveva avuto il crisma della Pali Society, noto istituto accademico di studi sul buddhismo delle origini, che aveva riconosciuto la validità della mia trattazione».
Ancor oggi rimane aperto, tra gli studiosi, il dibattito sull'adesione di Evola alla Repubblica Sociale, alla quale fanno accenno saggi e opere enciclopediche di larga diffusione. In realtà subito dopo l'8 settembre, il filosofo romano, che si trova in Germania per tenere alcune conferenze, raggiunge a Monaco gli altri esuli fascisti «[...] osservando con distacco reazionario scelte che non lo convincono». Farà ritorno nell'Italia liberata solo al termine della guerra, tranne un breve periodo a Roma. Essendo Evola rigorosamente contrario all'abrogazione della Monarchia e alla trasformazione dell'Italia in una Repubblica, intraprende tentativi di influenza sulle SS e sui nazisti tedeschi, compreso lo stesso Heinrich Himmler che, apprezzando molto il pensiero di Evola, lo invitò più volte a tenere conferenze davanti alle élite delle SS. Lo stesso Himmler non a caso finanzierà personalmente i suoi soggiorni in Germania e permetterà la creazione di una Fondazione di Studi italo-tedesca. Evola in risposta apprezza profondamente il corpo delle SS in qualità di ordine guerriero iniziatico anticristiano alla pari di un ordine cavalleresco e la casta guerriera indiana degli Kshatriya e quindi perfetta sintesi tra tradizionalismo e nazionalsocialismo. Si scopre poi, nel dopoguerra, che Evola è – sia in Germania sia in Italia – tenuto sotto sorveglianza dall'Ahnenerbe in quanto reazionario legato ad ideali «utopistici» di aristocrazia feudale vecchia maniera e «buoni solo per generare confusione ideologica».  Nonostante Karl Maria Wiligut, studioso di ariosofia incaricato da Himmler per valutare le idee di Evola, lo guardò con sospetto per la sua ideologia, le SS gli permisero di avere ruoli culturali di rilievo solo nei casi in cui questo avesse giovato alla causa tedesca. Tuttavia Evola collaborò con la sezione delle SS che si occupava di studiare e combattere le trame occulte e antitradizionali della massoneria e dei poteri forti in genere. Nel dopoguerra alluderà in alcune sue opere di aver lavorato per la Sicherheitsdienst o SD, i servizi segreti delle SS fondati da Reinhard Heydrich, anche nella prassi persecutoria del partito nazista. Gianfranco de Turris ha smentito che Evola sia uno degli uomini ritratti in una famosa foto con Mussolini e Hitler a Rastenburg, poco dopo l'attentato del 20 luglio 1944, immagine utilizzata da de Turris per il saggio Julius Evola. Un filosofo in guerra. 1943-1945. Quel giorno, Evola (che a Rastenburg era stato ospite ma nel 1943) era in Austria,
dove risiedeva (sotto pseudonimo) dopo essere fuggito da Roma nel giugno 1944 per sfuggire all'arresto da parte dei partigiani o, come lui stesso dice nel Cammino del cinabro, dai militari alleati, che erano andati a cercarlo ma erano stati trattenuti dalla madre di Evola mentre lui si allontanava dall'abitazione.
Nel 1945 Evola si trova a Vienna sotto falso nome, occupandosi dello studio di documenti esoterici e massonici probabilmente su incarico del controspionaggio del Reich nonché, stando alle sue parole, per un lavoro in stretto rapporto con le SS relativo la creazione di un ordine segreto elitario ispirato ai Templari. Le SS fornirono ampi capitali in una banca della città per lo sviluppo del gruppo procurando a Evola numerosi libri di occultismo che sarebbero state la base anche per un libro intitolato Historié Secrète des Sociétés Secrètes, ma tutto il lavoro raccolto andrà perduto verso la fine della guerra con la conquista sovietica della città; il 21 gennaio, nell'intento «di non schivare anzi di cercare i pericoli, nel senso di un tacito interrogare la sorte», si avventurò in una passeggiata durante i bombardamenti sovietici che colpirono la capitale austriaca. Sbalzato da uno spostamento d'aria, subisce una lesione al midollo spinale che gli provoca una paralisi permanente agli arti inferiori. Durante il bombardamento il suo appartamento venne quasi raso al suolo causando la perdita di tutti i manoscritti e documenti. Al poeta cattolico Clemente Rebora Evola dirà che «quell'incidente è stato come una risposta enigmatica al mio chiedere – attraverso l’espormi al pericolo – se alla mia vita terrena potesse esser posto un fine». Con un battuta, disse nel 1961 di essersi «adeguato con calma alla situazione, pensando umoristicamente talvolta, che forse si tratta di dèi che han fatto pesare un po’ troppo la mano, nel mio scherzare con loro». Viene inizialmente ricoverato in un ospedale locale, e rimane ricoverato in diverse strutture della Vienna distrutta per tre anni.
(da Il cammino del cinabro)
Solo nel 1948, grazie all'interessamento di Umberto Zanotti Bianco – presidente della Croce Rossa Internazionale – viene trasferito prima all'Istituto Climatico Sanatoriale Emanuele Filiberto di Savoia di Cuasso al Monte, poi a Bologna, all'ospedale ortopedico, e infine, nel 1951, a Roma, come egli stesso riporta in una lettera inviata all'amico poeta Girolamo Comi. Lo Stato italiano gli concesse quindi una pensione di invalido di guerra al 100% che gli consentì di vivere adeguatamente.

### Il processo ai FAR
A partire dal 1949 inizia la collaborazione con la rivista La Sfida fondata da Enzo Erra, Pino Rauti ed Egidio Sterpa, ispirando poi la nascita della nuova rivista Imperium che vede la luce nel 1950. Nel 1950 pubblica su Imperium l'opuscolo Orientamenti nel quale vengono sintetizzate in undici punti le sue idee (poi sviluppate nei libri successivi e riedite nel 1970). Orientamenti si oppone fortemente al concetto di  "fascismo nazionale" al quale invece si propone un'alternativa con la creazione di una comunità europea modellata sull'esempio delle Waffen-SS. Alla pubblicazione dell'opera il partito pan-europeo dell'European Liberation Front fondato dal filosofo Francis Parker Yockey definì Evola "il più grande filosofo autoritario vivente" nella loro testata Frontfighter. Seppur fortemente influenzato dal libro Imperium dell'autore americano va precisato però che le posizioni di Evola sul concetto di Europa unita e sulla sua ricostruzione morale e spirituale, prima ancora che politica e sociale, coincidevano solo in parte con quelle di Francis Parker Yockey, che difatti Evola criticò con una certa severità in un articolo affermando che essa debba essere retta esclusivamente da una elite di "uomini superiori che operano dietro le scene", accettandone comunque le premesse di base. Evola in segno di ammirazione successivamente dedicò un intero capitolo a Yockey in Gli uomini e le rovine. Negli anni successivi molti gruppi vicini al neofascismo tra cui il centro studi Ordine Nuovo adotteranno Orientamenti come un vero e proprio manifesto d'azione.
Nel 1951 Evola viene arrestato con le accuse di apologia di fascismo e di essere l'ispiratore di alcuni gruppi neofascisti insurrezionalisti: si tratta del processo ai FAR (Fasci di Azione Rivoluzionaria). In questa occasione Evola viene difeso gratuitamente dall'avvocato Francesco Carnelutti e dall'ex ministro dell'RSI Piero Pisenti ed egli stesso tiene dinanzi al Tribunale un'autodifesa poi pubblicata integralmente dalla Fondazione Julius Evola. Scrive Evola:
(Julius Evola, Il cammino del cinabro, op. cit., pp. 94-95.)
Pino Rauti ricorda che Evola viene portato dall'infermeria di Regina Coeli nella I sezione della Corte d'Assise di Roma su un telo retto da quattro detenuti, per l'occasione trasformati in infermieri, in quanto in tutta la Corte non vi è una sedia a rotelle.

Una rara fotografia degli anni cinquanta

Durante il processo Evola rinnegherà di essere mai stato fascista definendosi invece "superfascista". Successivamente, in merito a questa affermazione, la storica Elisabetta Cassina Wolff noterà che "rimane poco chiaro se [con questa affermazione] Evola intendesse porsi al di sopra o oltre il fascismo".
Il processo ai FAR si conclude il 20 novembre del 1951 con l'assoluzione di Evola con formula piena.
Successivamente lo scrittore Marcello Veneziani, in relazione all'accusa mossa a Evola di essere l'ispiratore e ideologo dei FAR, scrive che «[...] gli errori compiuti da chi ha cercato di tradurre Evola sul terreno sismico della politica, appartengono a chi li ha compiuti e non ad Evola». Analoga tesi sostiene Giorgio Galli, sottolineando inoltre di come lo stesso Evola è molto polemico nei confronti delle ristampe cosiddette "non autorizzate" che alcuni fanno dei suoi testi, soprattutto in relazione agli scritti giovanili (Imperialismo pagano in particolare) e a quelli relativi al problema della razza (Il mito del sangue, Indirizzi per una educazione razziale, Sintesi di dottrina della razza).
Scrive Evola in L'Italiano: «Non è certo colpa mia se alcuni giovani hanno fatto un uso arbitrario, confuso e poco serio di alcune idee dei miei libri, scambiando piani molto diversi». Secondo l'evoliano Gianfranco De Turris, non essendo per lui possibile accusare Evola direttamente per i suoi scritti, si tenterebbe di effettuare una "doppia lettura" dei suoi testi: una lettura palese per il volgo e una "esoterica" per gli "iniziati". Il citato Furio Jesi è il primo ad avanzare questa teoria nel suo famoso Cultura di destra del 1979: "lo schema antropologico proposto dall'ultimo Evola è ricalcato esattamente su quello consueto a innumerevoli dottrine iniziatiche" e corrisponderebbe all'artificio retorico per cui il vero messaggio è riservato a "coloro che giungono al secondo e più alto grado".
Sempre secondo De Turris, Jesi giungerebbe ad una conclusione «aberrante [poiché] a suo giudizio attentati e stragi potrebbero essere il risultato di questa pedagogia del compito inutile, una prova iniziatica attuata dai terroristi neri per passare dal primo grado al secondo grado, dal neofascismo profano al neofascismo sacro». Altri autori sostengono invece che Evola sia un vero e proprio cattivo maestro. Felice Pallavicini – partigiano e frequentatore di Evola – così delinea l'influenza del pensatore tradizionale sui giovani neofascisti: «Non ha fabbricato ordigni esplosivi, non è stato il capo di una banda di dinamitardi, ma le idee producono fatti, conseguenze [...] Ebbene l'evolismo ha prodotto fascismo, razzismo e antisemitismo. La rivolta ha senso solo se alla distruzione segue la ricostruzione, ma Evola ha badato solo a distruggere».

### Il dopoguerra
Nel 1953 pubblica Gli uomini e le rovine – testo che mira ad influenzare gli ambienti della destra italiana post-bellica – nel quale spiega la decadenza del mondo moderno in seguito alla distruzione del principio di autorità e di ogni possibilità di trascendenza per l'affermarsi del razionalismo, in contrasto con le antiche civiltà e i valori della "Tradizione". Nel testo Evola propone, in netta opposizione al Movimento Sociale Italiano, un rimedio per salvare la destra italiana organizzandola in una rete anti-parlamentare comune ("un Ordine") e rivalutare l'uso della violenza nella lotta politica (significativamente la prefazione della prima edizione porta la firma di Junio Valerio Borghese, successivamente autore di un tentato colpo di stato nel 1970 ricordato col nome di Golpe Borghese). Nel 1957 la casa editrice Longanesi pubblicherà la sua traduzione de Il tramonto dell'Occidente di Oswald Spengler, traduzione che causerà controversie per la grande arbitrarietà di metodo di Evola, il quale modificherà il significato di numerosi termini, ne eliminerà altri (talvolta addirittura intere frasi) e provvederà con libere aggiunte al testo per avvicinare maggiormente il testo ad una visione razziale non presente nel testo originale. Nel 1958 esce la Metafisica del sesso, incentrato sull'aspetto magico dell'atto sessuale attraverso lo studio dei simboli esteso a numerose tradizioni. Nel 1959 esce un testo sul pensiero di Jünger: L'«Operaio» nel pensiero di Ernst Jünger. Nel 1961 è la volta di Cavalcare la tigre, autodefinito dallo stesso Evola un "manuale dell'anarchico di destra", opera in cui prosegue la sua critica al mondo moderno: il testo è infatti una critica al capitalismo e al consumismo del cosiddetto "boom economico" che ha portato l'Italia al materialismo e a quelle che Evola ritiene false forme di liberazione (alcol, droghe, sesso, culto del lavoro, emancipazione femminile, etc.) che hanno in realtà alienato la società nel tentativo di colmare un vuoto esistenziale.

Evola nel 1971

Scrive anche su alcune riviste ispirate al concetto metafisico e immanente di Tradizione, come Il Ghibellino. Gli uomini e le rovine e Cavalcare la tigre sono considerati due testi fondamentali grazie ai quali c'è «una fattiva adesione dei giovani di destra al ribellismo antisistema partito dalle università» alla fine degli anni sessanta. Scrive Pino Tosca: «Se si medita bene, ci si accorgerà che la posizione dei tradizionalisti nei fatti del '68, proviene in massima parte dalla lettura miscellanea di questi due testi». Nel 1963 pubblica Il cammino del cinabro, la sua autobiografia, e nel 1968 un volume di saggi di critica verso la società contemporanea e vari fenomeni di attualità: L'arco e la clava.
In questi anni inoltre torna all'attenzione del pubblico la sua produzione artistica: nel 1963 Enrico Crispolti organizza una mostra dei suoi quadri alla galleria La Medusa di Roma; nel 1969 viene pubblicata da Scheiwiller Raâga Blanda, una raccolta di tutte le sue poesie, tra cui alcuni lavori inediti. Riprende anche l'attività giornalistica e scrive su Meridiano d'Italia, Monarchia, Barbarossa, Ordine Nuovo, Domani, Il Conciliatore, Totalità, Vie della Tradizione e Il Borghese. In questo periodo Evola assiste alla costituzione del Gruppo dei Dioscuri, sodalizio dedito al ripristino della cultualità romana e italica, di cui è uno degli ispiratori, attraverso i suoi scritti sulla romanità, il paganesimo di Franco Mazzi e le idee imperiali, oltre che attraverso un particolare rapporto di intimità intellettuale con i fondatori dei Dioscuri.
Nel 1967 pubblica su Noi Europa, organo di Ordine Nuovo, una lettera di rimprovero nei confronti di Giorgio Almirante, leader del Movimento Sociale Italiano ed ex segretario di redazione de La Difesa della Razza, accusato da Evola di «un poco simpatico cedimento» nel corso di un suo intervento televisivo in cui rinnegò il razzismo fascista, al quale Evola invece attribuisce «anche aspetti positivi».

### Gli ultimi anni

Julius Evola in una fotografia del 1973

Vive gli ultimi anni con una pensione di invalido di guerra facendo traduzioni e scrivendo articoli, sostenuto economicamente da alcuni ammiratori guidati da Sergio Bonifazi, direttore del trimestrale Solstitivm.
Un primo scompenso cardiaco si manifesta nel 1968, un secondo nel 1970. In quest'ultima occasione viene fatto ricoverare in ospedale da Placido Procesi, suo medico personale. Evola è infastidito dalle suore che lo assistono e minaccia di denunciarle per sequestro di persona. Viene fatto rientrare nella sua abitazione. La sua salute continua costantemente a peggiorare: inizia ad avere difficoltà respiratorie ed epatiche.
Nel 1971 inizia a collaborare per il quotidiano Roma sotto la direzione di Piero Buscaroli. Nel 1973 cura la prefazione per la ristampa di Anni decisivi di Oswald Spengler per le Edizioni del Borghese. Poco prima della morte detta lo statuto originario di quella che sarebbe diventata la Fondazione Julius Evola per la difesa dei valori di una cultura conforme alla Tradizione. Muore nella sua casa romana di corso Vittorio Emanuele l'11 giugno del 1974, nell'appartamento che gli era stato offerto gratuitamente dalla contessa Amalia Baccelli-Rinaldi. Secondo la disposizione testamentaria del 1970 affidata alla contessa e a Procesi, Evola afferma che "è da escludersi qualsiasi forma di corteo funebre, di esposizione in chiesa e di intervento religioso cattolico". Ad occuparsi della salma e del trasporto sono amici membri del gruppo neopagano detto "dei Dioscuri", vestiti in abito bianco con un fiore rosso all'occhiello. Ogni simbolo religioso, come il crocifisso apposto sulla bara dall'agenzia funebre, viene rimosso.
Pierre Pascal così lo ricorda nei suoi ultimi giorni: «Gli dissi il desiderio supremo di Henry de Montherlant: essere ridotto in ceneri dal fuoco, affinché fossero disperse a brezza leggera del Foro, tra i Rostri e il Tempio di Vesta. Allora quest'uomo, che era davanti a me, disteso, con le belle mani incrociate sul petto mi mormorò dolcemente e quasi impercettibilmente: "Io vorrei... ho disposto... che le mie fossero lanciate dall'alto di una montagna"». L'esecuzione testamentaria è affidata all'avvocato Paolo Andriani, condirettore della rivista Civiltà e amico fraterno, il quale riesce, dopo molte peripezie, a far cremare il corpo di Evola – come da sua esplicita richiesta – presso il cimitero di Spoleto. L'amica di Evola Amalia Baccelli ricorda che il feretro rimane per molti giorni bloccato al Cimitero del Verano nella stanza mortuaria. Un'urna contenente una parte delle ceneri venne consegnata alla guida emerita del CAI Eugenio David (compagno di scalate di Evola in giovinezza e nonno dello sfortunato campione sciatore Leonardo, deceduto nel 1985). Fu poi lo stesso David (1974) ad affidarla ai fratelli falegnami e guide alpine di Gressoney-Saint-Jean Arturo, Oreste e Lorenzo Squinobal.
L'urna cineraria venne calata in un crepaccio del Lyskamm Orientale dove si può vedere la parete Nord tra la roccia e il Colle del Lys (4130 mt.) sul Monte Rosa. Era presente anche il Direttore del Centro Studi Evoliani di Genova Renato Del Ponte. Una seconda urna si trova invece presso la tomba di famiglia al cimitero del Verano.

## Sintesi del pensiero
1. La teologia della modernità e la teologia del progresso: chiusura del nostro ciclo storico.
2. La sostanza umana esemplare: uomini dal giusto sentire e dal sicuro istinto.
3. La vocazione allo stile legionario: rispetto di sé, fedeltà all'idea.
4. La vera immagine gerarchica: disegnata dalle qualità dell'anima (ben-essere), non dalle quantità della ricchezza (benessere).
5. La regressione delle caste e la lotta radicale alla decadenza.
6. L'allucinazione materialistica dell'era economica. Necessità della sborghesizzazione e della sproletarizzazione.
7. Organicismo e totalitarismo. Sovranità dell'aristocrazia.
8. L'idea di Stato, paradigma degli uomini in ordine per formare compagini di uomini dell'Ordine.
9. Cultura e visione del mondo. Le ossessioni culturali della modernità ultima.
10. Il possesso di un ethos aristocratico ed eroico, condizione necessaria per rimanere fedeli alla consegna, propiziando la "ricostruzione": il ripristino delle forme originarie dell'essere nell'uomo e nel mondo.
11. Il necessario orizzonte religioso: la spiritualità trascendente quale consacrazione alla vita eroica.

J.E.

### Tradizionalismo e spiritualismo aristocratico
Evola è propugnatore del Tradizionalismo, un modello ideale e sovratemporale di società caratterizzato in senso spirituale, aristocratico e gerarchico. Evola auspica una società suddivisa in un rigido ordine castale in cui ognuno deve riconoscere e accettare la propria posizione. Secondo l'autore tale modello si riscontrerebbe, da un punto di vista "super-storico", in civiltà quali quella egiziana, romana e indiana. Tali civiltà non si baserebbero per Evola su criteri economici, materiali e biologici, ma sarebbero suddivise e gestite in base a criteri di gerarchia sociale di carattere ereditario e razziale/spirituale.
Evola si oppone aspramente al cristianesimo in quanto ritiene che esso, derivando dalla corrente ebraica ed essendo una forma di dionisismo degenerato, abbia sovvertito l'ordine gerarchico "tradizionale" aristocratico e virile dello spirito attraverso i suoi ideali di amore fraterno, carità, uguaglianza e l'opposizione alla violenza come metodo di sopraffazione dei propri avversari.
Evola nutre inoltre una profonda ammirazione per l'Islam in quanto religione e ideologia politico-spirituale guerriera che ha superato le due precedenti religioni abramitiche.

### L'essere e il divenire
La concezione tradizionalista di Evola presuppone la dicotomia tra due ordini di esistenza: 
- il divenire, che è il mondo inferiore soggetto ai fenomeni fisici di nascita e morte, a cui appartiene l'essere umano e la natura con le sue cieche forze visibili e invisibili;
- l'essere, ossia la dimensione superiore degli Dei, situata al di là della vita e della morte, dal carattere metafisico e dunque imperitura e sovratemporale.

Il primo ordine non è altro che un rispecchiamento approssimativo del secondo, e diventa vano e caduco quando non sia ispirato a questo principio più alto che è fondamento di ogni legge e tradizione.

### Il tempo e l'involuzione dell'uomo

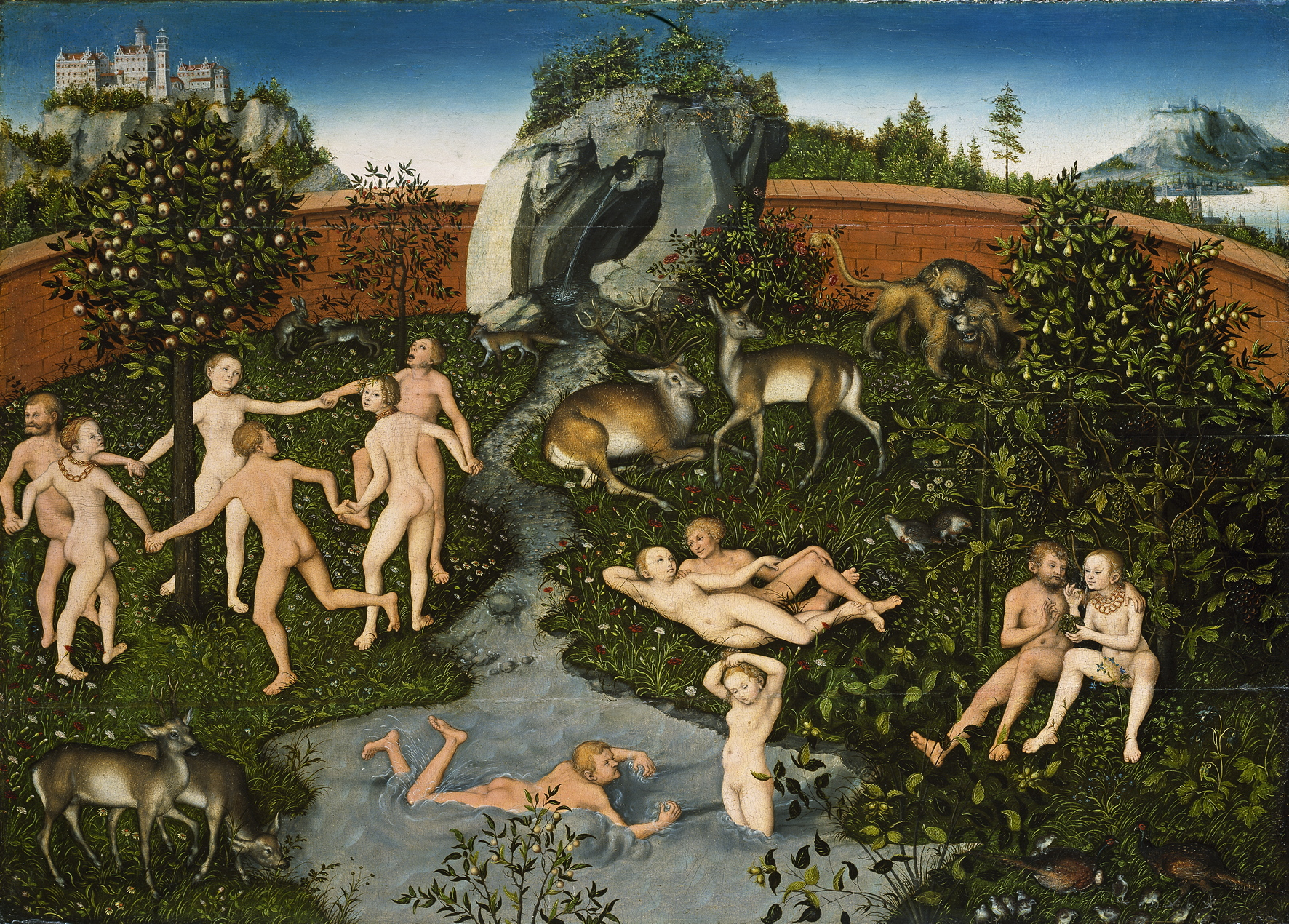
Lucas Cranach il Vecchio, L'età dell'oro (1530).

Il cammino dell'uomo durante la sua involuzione (come la definisce lo stesso Evola in aperto contrasto con le teorie darwiniane) avviene attraverso un percorso di tipo circolare, non lineare. Traccia di questa teoria la si trova, ad esempio, nello schema proposto da Esiodo relativo alla cosiddetta teoria delle cinque età (dell'oro, dell'argento, del bronzo, degli eroi, del ferro), corrispondenti ai quattro yuga dell'induismo (satya, treta, dvapara e kali). Queste civiltà menzionate – ritenute "superiori" da Evola – si basano dunque su una più elevata dimensione metafisica e spirituale dell'esistenza, anziché su criteri di ordine materiale. La naturale decadenza di queste società è direttamente proporzionale all'aumento del progresso meramente materiale e della modernità.
Tale processo di decadenza ha inizio con la perdita di quel polo unitario che in passato racchiudeva sia l'autorità spirituale sia quella temporale, e prosegue con la spinta propulsiva dei valori illuministi espressi con la Rivoluzione francese: si arriva così alla società odierna dove la dimensione spirituale dell'esistenza è andata definitivamente perduta. In particolare Evola rifiuta totalmente il concetto di egualitarismo, in favore di una visione differenziatrice della natura umana. Ne consegue un netto rifiuto per la democrazia (intesa come strumento di massa) e parimenti per ogni forma di totalitarismo, anch'esso ritenuto uno strumento di massa che si basa non su un'autorità spirituale, bensì su un'autorità esclusivamente di tipo temporale.
Evola inoltre critica fortemente i concetti di "nazione" e di "patria" in quanto concetti di origine "naturalistico-collettivista" responsabili della degenerazione dell'Europa dal suo ipotetico antico stadio imperiale "super-storico".

### La via iniziatica
Secondo Evola l'uomo ha la possibilità di elevarsi alla sfera divina e metafisica attraverso precise strade (il rito e l'iniziazione, la cosiddetta via iniziatica), utilizzando all'interno di contesti sociali predeterminati (la casta, l'impero) due principali strumenti: l'azione e la contemplazione, entrambe di pari dignità, sebbene la prima appartenga all'autentica Tradizione occidentale, la seconda invece sia propria di un contesto più orientale.
In aperto contrasto con le teorie di Sant'Agostino espresse nel De civitate dei e in sintonia con i dettami del buddhismo delle origini, Evola sostiene che non esiste differenza qualitativa tra l'uomo e il dio. Per l'autore ogni uomo è un dio mortale e ogni dio un uomo immortale.
Sul piano filosofico Evola riassume in tre saggi (Idealismo magico, Teoria dell'Individuo assoluto, L'uomo come potenza) il percorso attraverso il quale l'Io può riuscire a farsi Dio, elevandosi dalla dimensione transitoria del divenire a quella metafisica dell'essere: quest'ultima può essere recuperata solo nei termini della propria soggettività consapevole.
Si tratta di una via non solo teoretica ma soprattutto empirica, che per Evola consiste nella pratica esoterica magica ed ermetica.
(Roberto Melchionda, prefazione a L'individuo e il divenire del mondo, 2015)
Egli concepisce così un idealismo magico che riconosca l'Io quale unico «individuo assoluto» attraverso un percorso articolato in tre passaggi che ricalcano quelli dell'opera alchemica (nigredo, albedo, rubedo), fino all'auto-determinazione priva di antitesi secondo il principio taoista dell'«agire senza agire» (wei-wu-wei), con cui ci si si riappropria del potere ceduto in precedenza al mondo.

### Ghibellinismo e tradizione nordica
Evola si fa portatore di un neoghibellinismo ispirato a una sorta di Sacro romano impero basato su valori pagani, rivendicando il significato originario del termine ghibellino, indicante per lui una spiritualità guerriera, regale e aristocratica, erede della tradizione esoterica del Graal, deprecando l'inversione del suo contenuto semantico avvenuta nel corso del tempo, che avrebbe finito per denotare una dimensione laica, anti-tradizionale e profana, contrapposta a quella del sacro.
Egli accusa in particolare la massoneria di aver perduto il carattere iniziatico che la connotava in origine, trasformandosi in un'istituzione sempre più politicizzata, rivolta a forme antitradizionali basate su un laicismo di derivazione illuministica.
La tradizione iperborea del polo Nord è quella che per Evola costituisce l'aspetto solare, virile e razionale complementare di quello lunare, isiaco e materno della tradizione mediterranea. L'antica religiosità imperiale della romanità, in cui confluirono le forme devozionali-sacerdotali dei culti misterici egizi, caldaici, greci ed etruschi, avrebbe fuso quest'ultime con la spiritualità regale e guerriera di origine nordica.

### Il razzismo "spirituale"
(Julius Evola, La civiltà occidentale e l’intelligenza ebraica)

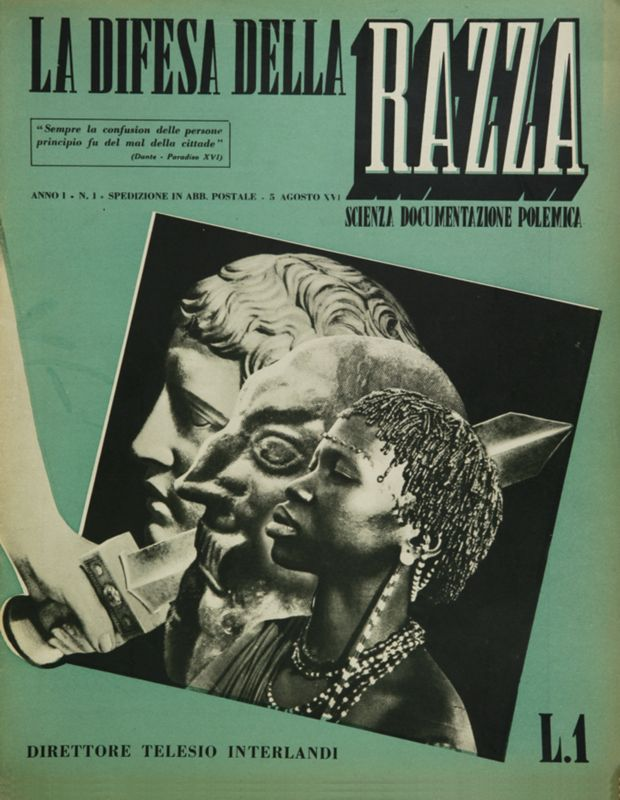
Una copertina de La difesa della razza, rivista diretta da Telesio Interlandi a cui Evola collaborò con alcuni articoli. La testata sosteneva tesi antisemite e razziste di matrice arianista, nordicista e mediterraneista, volte a definire una "pura razza italiana", secondo la definizione mussoliniana.

Conseguenza di questo pensiero è che le differenze naturali tra gli esseri umani si rispecchierebbero anche nelle razze. Il filosofo rifiuta una visione razzista della vita esclusivamente in senso biologico, sostenendo in aggiunta ad esso la sua teoria del cosiddetto "razzismo spirituale", sviluppata principalmente nel dopoguerra. La "razza interiore" di cui parla Evola è definita come un patrimonio di tendenze e attitudini che, a seconda delle influenze ambientali, giungerebbero o meno a manifestarsi compiutamente. L'appartenenza a una razza si individuerebbe dunque sulla base delle caratteristiche spirituali, e in seguito di quelle fisiche, diventandone col tempo queste ultime il segno visibile. Partendo da questi presupposti assiomatici, Evola definisce gli ebrei come razza materialista e spiritualmente inferiore rispetto alla razza ariana, in sintonia con alcune idee del nazismo tedesco. Nel corso del dopoguerra, Evola definirà il suo razzismo biologico come un elemento secondario del suo pensiero e della sua produzione intellettuale poiché ormai inattuale a causa della diffusione dello spirito ebraico oltre i confini della stessa comunità ebraica affermando la necessità di «colpire l'Ariano ebreo prima dell'ebreo per razza e per destino».
Escludendo quindi un razzismo esclusivamente biologico nei confronti degli ebrei il "razzismo spirituale" di Evola non rappresenta una versione attenuata dell'antisemitismo nazista, ma una sua continuazione ed estremizzazione anche in senso metafisico: secondo Enzo Collotti, «il razzismo spirituale del quale parla Evola vuole partire appunto dal dato biologico, che gli pare ancora troppo rozzo e deterministico, per sublimarlo e portarlo a pieno compimento "sul piano dello spirito", ossia sul piano metafisico. In tal modo Evola intendeva potenziare e nobilitare, e non già attenuare, il razzismo, avvolgendolo in una nebulosa filosofeggiante e scrostandolo di quel tanto di ruvido antropologismo».
Nell'opera del dopoguerra L'arco e la clava, specialmente nel saggio America negrizzata, Evola afferma come, oltre all'ebreo, la nuova minaccia sociale sia per lui rappresentata dal "negro" e dalla sua cultura che ha preso piede negli Stati Uniti d'America e aggiunge che anche in Italia si stesse palesando il rischio di vedere normalizzata la presenza di "razze inferiori" nella società e nella cultura italiana ponendoli in ruoli sociali (ad esempio giudici, avvocati, medici, poliziotti etc.) nei film e nella televisione italiana o di vedere ballerine o cantanti neri esibirsi insieme ad artisti italiani, e vedendone come un allarmante segnale il recente successo avuto in Italia dalla cantante jazz afroamericana Ella Fitzgerald, definita da Evola una "massa informe urlante di carne". Già nella Sintesi della dottrina della razza riproponeva al proposito dei neri alcune idee simili a quelle del razzismo nazionalsocialista sugli ebrei, seppur de-biologicizzate: «una donna, i cui rapporti sessuali con un uomo di colore sono cessati da anni, può dare alla luce un figlio di colore nella sua unione con un uomo, come lei, di razza bianca: qui una idea confittasi in condizioni speciali nella subcoscienza della madre in forma di un “complesso”, anche dopo anni ha agito formativamente sulla nascita».

### Il ruolo della donna
Evola sostiene, riprendendo alcune tesi da Sesso e Carattere di Otto Weininger, che uomo e donna, in quanto innatamente bisessuali, siano elementi polarmente opposti inseriti nel binomio su cui si basa il mondo (l'uomo rappresenta elementi come il sole, il fuoco, il cielo mentre la donna la luna, l'acqua, la terra, etc.) e queste due parti si influenzano inevitabilmente tra loro, per quanto Evola sostenga comunque che il principio dell'uomo sia autosufficiente mentre quello della donna per esistere gli debba essere necessariamente dipendente. Ogni equiparazione di ruoli e diritti è quindi per Evola un errore, un'abdicazione dal proprio ruolo gerarchico spirituale tendente alla virilità e alla femminilità assoluta.

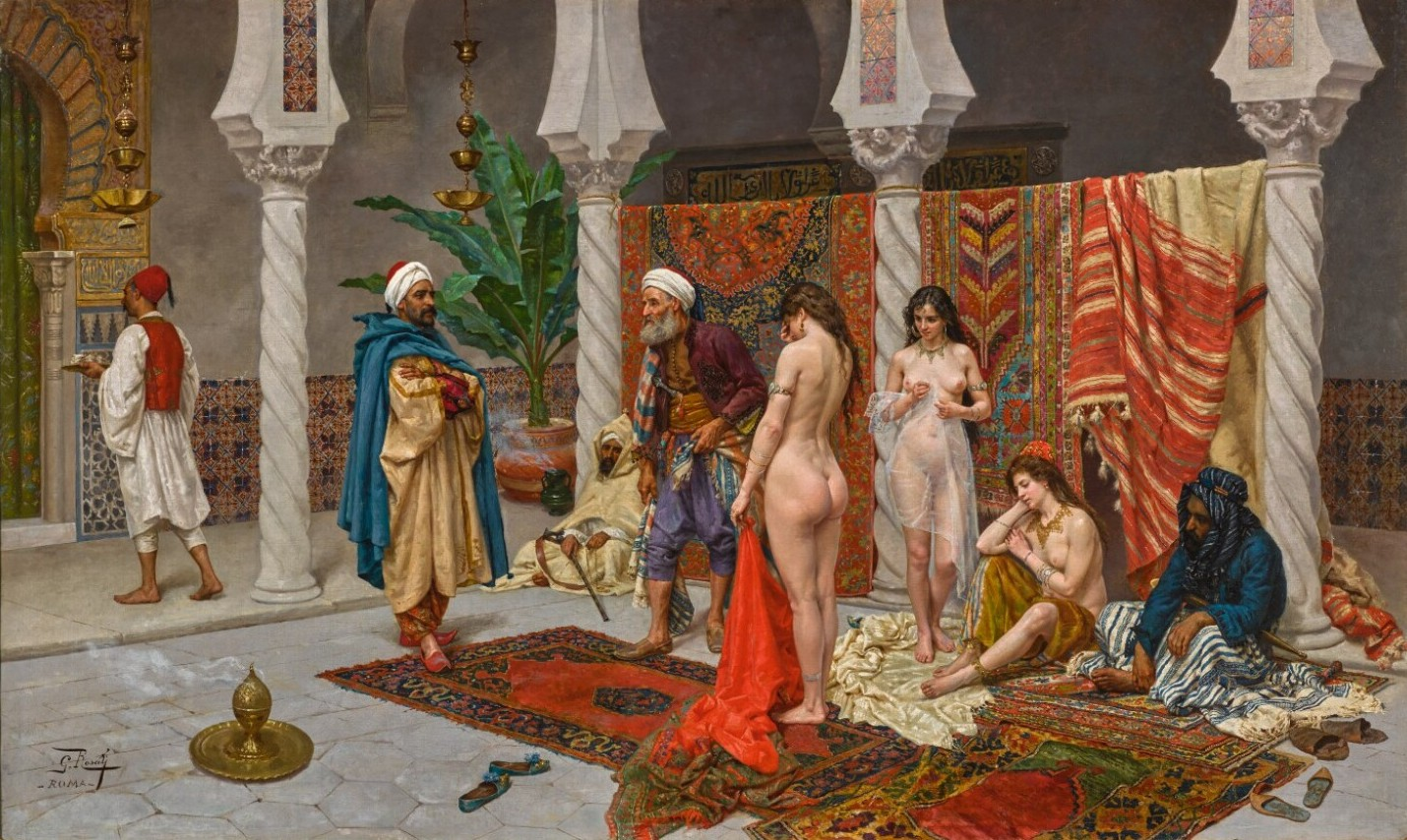
L'harem, dipinto di Giulio Rosati

Evola sostiene che il femminismo e i diritti della donna siano un errore, in quanto l'emancipazione femminile trasformerebbe la donna in una fuori-casta, una paria senza importanza.  A causa di comportamenti e "degenerazioni" "moderne" la donna "moderna" (ovvero, per Evola, non più dipendente dall'uomo) si troverebbe così portata all'errore di divenire indipendente e emancipata dalla società patriarcale cui deve spiritualmente essere subliminata. Evola aborrisce il concetto di monogamia in quanto mera costruzione sociale e perlopiù degenerazione di origine giudaico-cristiana che viene giustificata socialmente dall'istituzione del matrimonio. L'uomo della "tradizione" praticherebbe per natura la poligamia e disporrebbe di un folto harem mentre la donna tradizionale al contrario può definirsi realmente libera per Evola solo in quanto praticherebbe la venerazione totale (bhakti) nei confronti di un uomo, marito, padre o figlio che sia. Solo l'uomo quindi è capace di aspirare ad una vita spirituale mentre la donna, appartenendo alla terra, è parte del mondo materiale e dei bassi istinti da cui è attratta, di conseguenza per Evola essa è priva di ego, razionalità e morale: ontologicamente è una nullità destinata essenzialmente al coito sessuale e alla continua riproduzione del materiale e di altri individui. Evola stesso afferma che "i periodi in cui la donna ha raggiunto un'autonomia e una preminenza hanno quasi sempre coinciso con epoche di palese decadenza di più antiche civiltà" pur senza fornire ulteriori precisazioni. Secondo la scrittrice Paola Giovetti invece (nell'introduzione al testo evoliano Il problema della donna) «parlando dei due sessi Evola non parla di superiorità o inferiorità, ma si esprimerebbe in termini di eterogeneità, di polarità come legge cosmica e di complementarietà, e auspica un ritorno alla normalità delle precedenti civiltà quando, senza bisogno di psicologi e sessuologi, i due sessi si esprimevano "senza complicazioni, con chiarezza e intensità".»
In Metafisica del sesso, opera direttamente ispirata da Weininger, affronta temi come il pudore, la gelosia, il sadomasochismo, la nudità femminile come contemplazione sacra iniziatica, il complesso amore-morte, la magia sessuale.
Lo studioso evoliano Gianfranco de Turris ricorda sia che Metafisica del sesso fu accolto con sdegno come "pornografia" e "libertinismo" dalla destra cattolica che dagli ambienti femministi, sia il monito di Evola (nell'articolo Libertà del sesso e libertà dal sesso e in un'intervista concessa alla rivista Playmen nel 1971) secondo cui la rivoluzione sessuale avrebbe spento il "magnetismo" dell'Eros, non lo avrebbe affatto "liberato" dalla repressione del cristianesimo, in quanto lo avrebbe portato oltre i naturali limiti rendendolo onnipresente.
Evola incolpa il cristianesimo oltre che la modernità, avendo legato il matrimonio alla sola procreazione.
A causa di questa degenerazione spirituale (la "femminilizzazione della spiritualità") e del sesso non riproduttivo concepito come elemento non più magico-spirituale, la donna sarà di conseguenza, per Evola, portata ad una maggiore propensione all'emancipazione, o all'attrazione per il denaro, la moda, lo sport, il sesso edonista e la mondanità in generale, portando alla distruzione il valore "eroico" e ascetico che rivestiva la famiglia nel passato e distruggendo ogni limitazione di ceppo, di casta e di razza del retaggio ideale e archetipico.
Evola però scrive anche che la colpa dell'emancipazione e dell'autonomia femminile è da attribuirsi in primo luogo all'uomo che, soggetto ad "evirazione spirituale", non è stato di grado di ricondurre la donna al proprio ruolo, con qualunque mezzo anche violento:
(Cavalcare la tigre)
scrive Evola citando Nietzsche, pur senza accettarne il richiamo anti-trascendente e immanentistico.
Una critica viene effettuata anche agli atteggiamenti maschili e femminili della gioventù italiana, ad esempio ne Le ragazze italiane:
(J. Evola, Le ragazze italiane)
Prosegue con una critica anche all'atteggiamento del maschio italiano:
(J. Evola,  ibidem')
Evola conclude che l'uomo dovrebbe far comprendere alla donna che per «quanto importanti, amore e sesso non possono avere che una parte subordinata rispetto a più alti interessi; in secondo luogo, smettendola di atteggiarsi continuamente come un Don Giovanni o come una persona, che mai abbia visto una donna», perché «in via normale, dei due è la donna che deve cercare e chiedere l’uomo, non viceversa».
Evola si schierò a favore dell'introduzione del divorzio nell'ordinamento italiano, a differenza del Movimento Sociale Italiano, e attaccò inoltre la legge del 1958 che aboliva la prostituzione legale in Italia perché "non è tanto facile tracciare un limite netto fra ciò che, in una donna, è prostituzione, e ciò che non lo è", e poiché nell'antico oriente, a suo avviso, ci furono donne che diedero a tale inclinazione "uno sviluppo qualitativo adeguato". Essa è per Evola una "vocazione" e il suo divieto "una espressione tipica per quel miscuglio di ipocrisia, di irresponsabilità, di falso zelo, di retorica e di moralismo che caratterizza, in genere, il clima democristiano", "mentalità borghese" e "ipocrisia moralistica".
(Julius Evola)

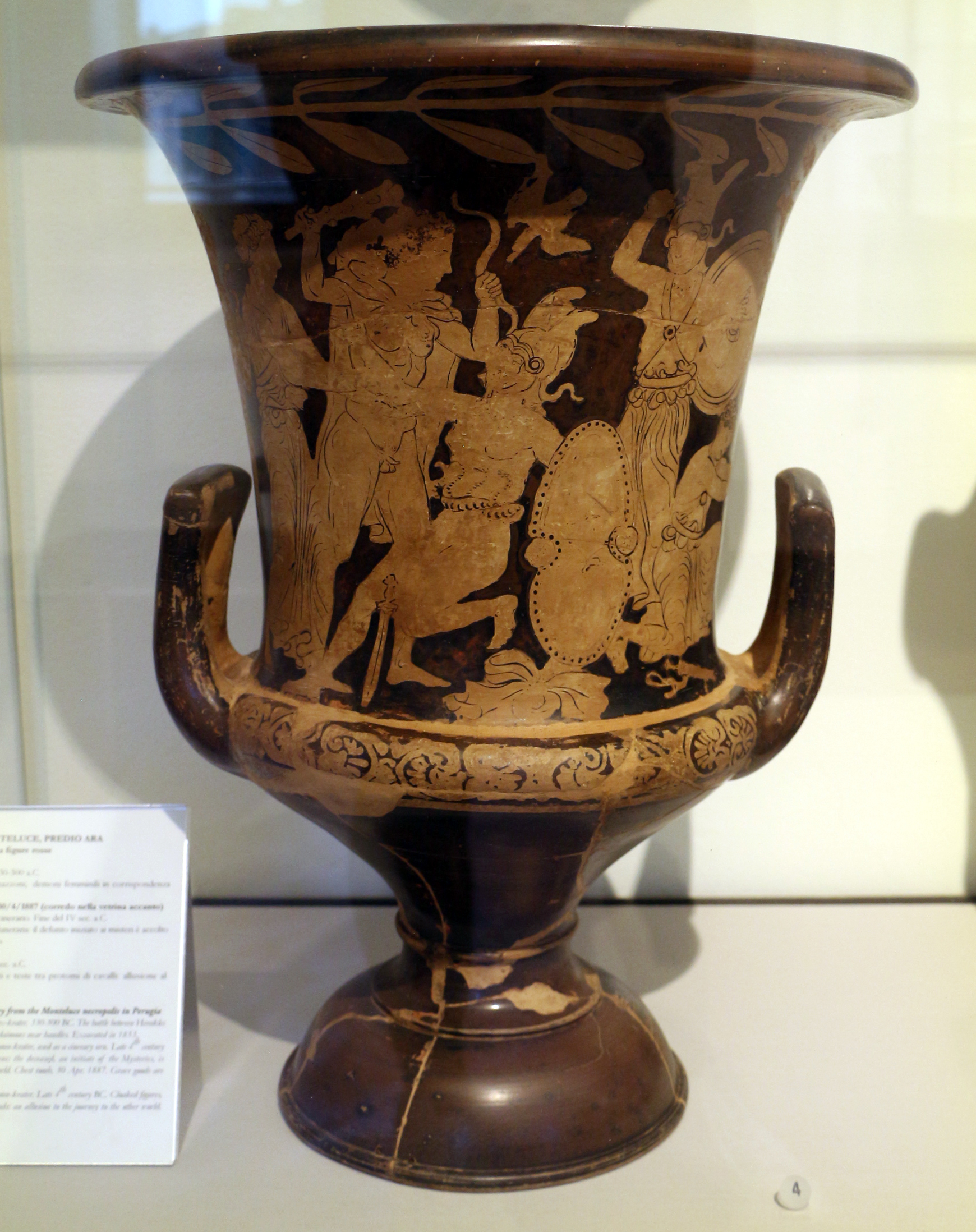
Eracle contro le Amazzoni, cratere etrusco del IV secolo a.C.

Riprendendo dalle teorie di Bachofen, in ogni ciclo eroico per Evola vi è inoltre l'opposizione degli "Uomini della Tradizione" all'etèrrismo (tipico delle donne libere e sessualmente emancipate) e all'amazzonismo (tipico delle donne che fanno propri e propongono comportamenti tipici dell'uomo), ovvero al riscatto "ginecocratico" da parte delle donne (il quale Evola definisce anche come il riscatto terrestre della femminilità ancestrale o della restaurazione lunare): l'uomo dovrebbe quindi impersonare simbolicamente l'Eracle dorico misogenos, sterminatore di Amazzoni, per ristabilire l'ordine castale di natura.

## Epistolario

### Lettere a Benedetto Croce

Benedetto Croce

Nel 1994 vengono ritrovate presso l'archivio crociano di Napoli sette lettere scritte da Evola a Benedetto Croce (più una, l'ottava, indirizzata all'editore Laterza). Tale ritrovamento, per opera di Stefano Arcella – funzionario dei Beni Culturali presso la biblioteca di Napoli – permette di ricostruire almeno in parte i rapporti tra Evola e il filosofo del liberalismo. Evola invia inizialmente a Croce, in una lettera del 13 aprile 1925, la richiesta di intercedere presso l'editore Laterza per la pubblicazione dei Saggi sull'idealismo magico e Teoria dell'individuo assoluto. Pochi giorni dopo Evola risponde a una cartolina postale di Croce ringraziandolo per il giudizio di apprezzamento sul lato formale dei due manoscritti.
Laterza, nonostante l'appoggio favorevole di Benedetto Croce, scrive a Evola una lettera il 14 settembre 1925 in cui precisa di volersi riservare «la massima libertà di decidere anche nei riguardi di autorevoli amici». L'8 aprile 1930 Evola scrive nuovamente a Croce chiedendo aiuto per la sua nuova opera sull'alchimia: La tradizione ermetica. In una successiva, breve lettera, Evola ringrazia Croce per l'interessamento e l'anno successivo, il manoscritto esce per i tipi dell'editore barese.
Secondo Stefano Arcella in questo periodo si realizza un collegamento tra due opposizioni culturali al fascismo: una in senso tradizionale (Evola) e una in senso liberale (Croce). Secondo Gianfranco De Turris Evola si rivolge a Croce in quanto preferisce aperture presso uomini e gruppi non dogmatici, più che presso l'ufficialità del regime fascista. Poiché Evola non lascia un archivio epistolare, non è possibile analizzare le risposte date da Croce alle missive dello stesso Evola. Senza le risposte di Croce diventa infatti difficile valutare l'apertura del pensatore liberale verso i contributi filosofici del pensatore tradizionale.

### Lettere a Giovanni Gentile

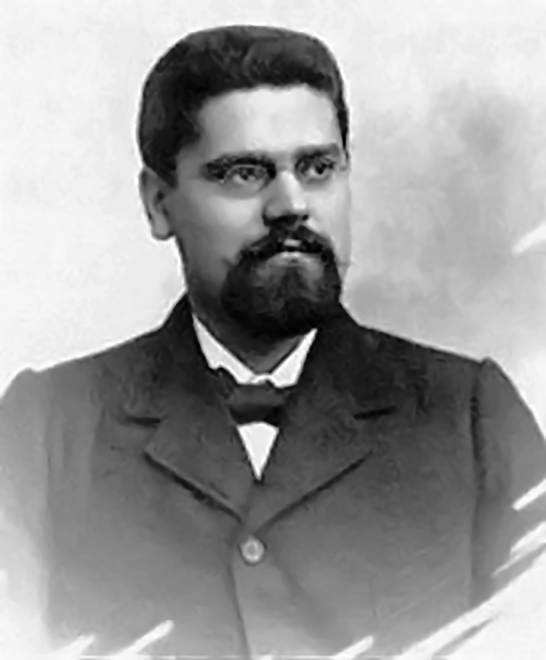
Giovanni Gentile

Evola invia, tra il 1927 e il 1929, quattro lettere al Senatore Gentile. Nonostante le marcate divergenze sul piano filosofico – Evola si discosta dall'attualismo gentiliano in favore di una rigida codificazione teoretica (l'idealismo magico) – il pensatore tradizionale cerca un confronto con uno dei massimi esponenti del mondo accademico. Tale confronto, secondo Stefano Arcella – curatore del volume Lettere di Julius Evola a Giovanni Gentile (1927-1929) – non produce risvolti interessanti sotto il profilo speculativo in quanto i due filosofi sono su posizioni eccessivamente distanti, e anche i presupposti dottrinali e religiosi sono inconciliabili.
Sempre Arcella afferma che «il tentativo evoliano di aprire un colloquio costruttivo rimane un fiore che non sboccia». Evola cerca di costruire, pur senza risultati apprezzabili, un punto di riferimento culturale alternativo all'ambiente gentiliano. Nel Cammino dei cinabro tenta di spiegare così le ragioni di questo mancato incontro:
(Julius Evola, Il cammino del cinabro, op. cit., p. 61.)
Gentile tuttavia riconosce a Evola una certa competenza in campo esoterico-alchemico e infatti chiede al filosofo della tradizione di curare la voce Atanor per l'Enciclopedia Italiana. Anche alcuni allievi di Gentile riconoscono a Evola una certa stima, in particolare Guido Calogero ma in generale Gentile rimarrà per Evola sempre oggetto di aspre critiche soprattutto nel dopoguerra.
Alessandro Giuli successivamente riporta altre informazioni, relative al carteggio Evola-Gentile, reperite all'interno della "Fondazione Giovanni Gentile per gli studi filosofici", occupandosi in particolare dei vari volumi che Evola invia con dedica al Senatore.

### Lettere a Carl Schmitt

Carl Schmitt

Si tratta di sette lettere inviate da Evola a Schmitt tra il 1951 e il 1963, conservate nel Nachlass Carl Schmitt dell'Archivio di Stato di Düsseldorf. L'epistolario mette in luce da una parte alcune amicizie e conoscenze in comune tra i due pensatori (Ernst Jünger, Armin Mohler), dall'altra il tentativo di proporre la pubblicazione in italiano del saggio di Schmitt sul tradizionalista cattolico Donoso Cortés. Tale tentativo non va in porto, così come fallisce anche il secondo progetto editoriale, risalente al 1963, di pubblicare un'antologia schmittiana.
Di rilievo, all'interno dello scambio epistolare, le due divergenti visioni rispetto alle teorie di Donoso Cortés sul ruolo dell'uomo politico e la sua autonomia. Evola interpreta il concetto di dictatura coronada come «necessità di un potere che decida assolutamente, ma a un livello di una dignità superiore, indicata dall'aggettivo coronada». Per il giurista tedesco, invece, esiste prima di tutto un passaggio significativo che porta dal concetto della legittimità del regnare a quello della dittatura. Per Cortés, scrive Schmitt, «la dittatura incoronata, la dictadura coronada, significava solo un pis-aller pratico [...] mai ha concepito questo espediente pragmatico come una forma di salvezza religiosa o teologica».
Anche in questo caso – così come già ampiamente esposto in Rivolta contro il mondo moderno – il costante rimando evoliano a un fondamento trascendente dell'ordine politico rimane «quell'ineliminabile discrimine che non può essere in alcun modo occultato o minimizzato». Antonio Caracciolo sottolinea anche di come l'epistolario assume rilievo in relazione al tentativo di «fornire di solidi contrafforti ideologici e culturali il mondo conservatore che, nel dopoguerra italiano, si trovava a combattere la sua battaglia politica».

### Lettere a Gottfried Benn

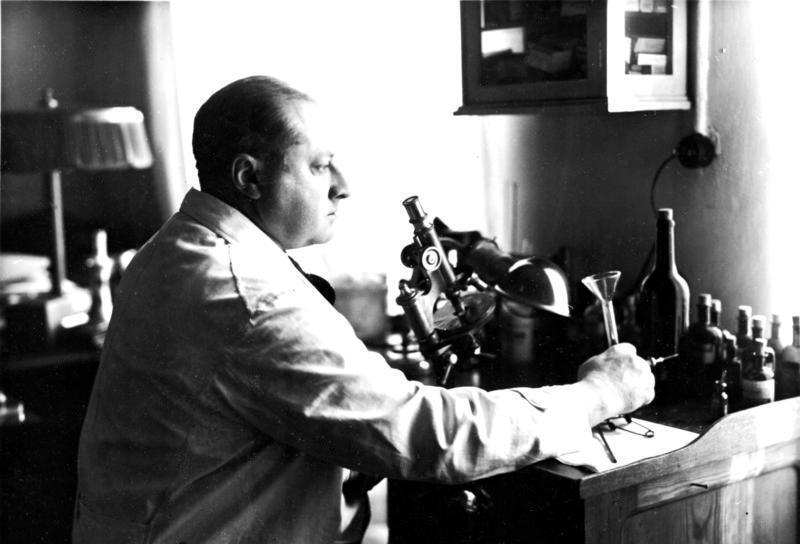
Gottfried Benn

Evola entra in contatto epistolare con Gottfried Benn – medico e poeta tedesco appartenente alla cosiddetta Rivoluzione conservatrice – fin dal 1930. Il primo incontro risale invece al 1934, durante la tappa berlinese di un viaggio che Evola effettua in Germania. Da quell'incontro scaturisce una famosa recensione-saggio di Benn alla traduzione tedesca di Rivolta contro il mondo moderno che appare nel 1935 sulla rivista Die Literatur di Stoccarda. Nel presentare l'opera, Benn espone le sue teorie convergendo con la visione del mondo di Evola.
Successivamente Francesco Tedeschi rintraccia nello Schiller-Nationalmuseum Deutsches Literaturarchiv di Marbach due lettere manoscritte (la prima del 30 luglio e la seconda del 9 agosto 1934) più una dattiloscritta del 13 settembre 1955 che Evola invia a Benn. Le prime due lettere sono importanti in quanto chiariscono la comunanza di vedute dei due autori rispetto al tema della tradizione e di una visione del mondo conservatrice, oltre al fatto che entrambi non si riconoscono nel nazismo tedesco. Dalla lettera del 9 agosto: «Sono sempre più convinto che a chi voglia difendere e realizzare senza compromessi di sorta una tradizione spirituale e aristocratica non rimanga purtroppo, oggi e nel mondo moderno, alcun margine di spazio; a meno che non si pensi unicamente a un lavoro elitario». La terza lettera è importante in quanto testimonia il tentativo di Evola di riprendere, nel dopoguerra, i rapporti con quegli esponenti conservatori che conosce negli anni trenta e quaranta.

### Lettere a Tristan Tzara

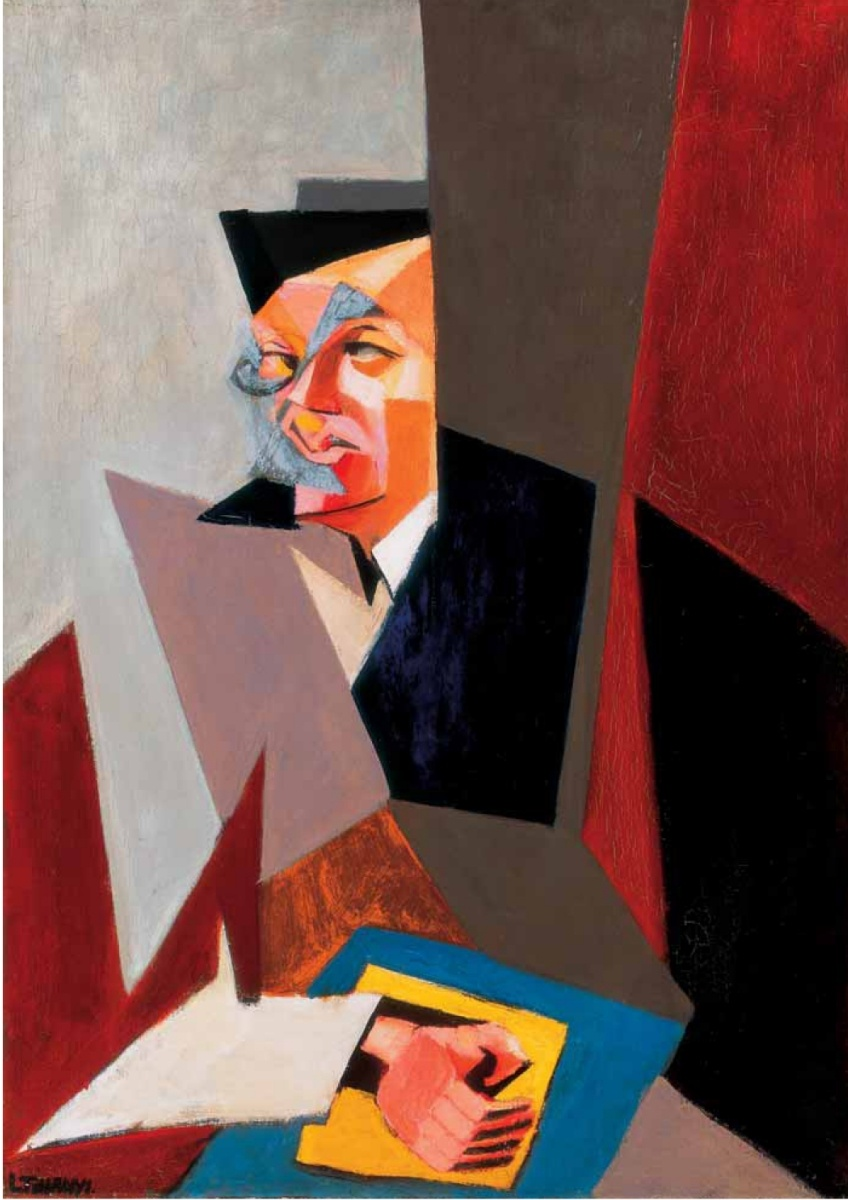
Tristan Tzara in un ritratto di Lajos Tihanyi

Nel 1975 compaiono, in un articolo di Giovanni Lista, brani di due lettere inviate da Evola a Tristan Tzara, il fondatore del Dadaismo. Dall'articolo non si evince però la loro collocazione. Solo nel 1989, grazie al lavoro di ricerca della studiosa Elisabetta Valento, tutta la corrispondenza viene trovata presso l'archivio della Fondation Jaques Doucet della biblioteca Sainte-Geneviève di Parigi.
Si tratta di una trentina di documenti tra lettere e cartoline: la prima è del 7 ottobre 1919, l'ultima del 1º agosto 1923. Molte tappe del cammino artistico del filosofo romano sono già note prima del rinvenimento della corrispondenza con Tzara: in parte perché lo stesso Evola ne parla nella sua autobiografia, in parte perché dedotte dai critici e dagli studiosi nelle partecipazioni, in qualità di articolista, che Evola ha in alcune riviste d'arte dell'epoca: Noi, Cronache d'Attualità, Dada e Bleu. Secondo la Valento, ciò che invece non è noto prima del rinvenimento della corrispondenza, sono «le modalità dell'avventura evoliana nella sfera artistica, ovvero come essa si attuò, come fu vissuta, a che mirava». Dopo gli anni venti Evola prenderà severamente le distanze dal movimento di Tzara quale produzione dell'ebraismo definendolo inoltre "bolscevismo artistico".
L'archivio della corrispondenza tra i due artisti ha, inoltre, il pregio di colmare il vuoto di un periodo giovanile poco conosciuto di Evola. Questo vuoto si colma sia attraverso la ricostruzione di tappe cronologiche (il recupero di alcune date, partecipazioni a mostre, riviste, incontri) sia attraverso il recupero di tappe più specificamente «psicologiche». In particolare quelle che portano Evola ad annunciare il proprio suicidio (lettera 24 del 2 luglio 1921) e che raccontano di un uomo colto nel pieno male di vivere, di una sperimentazione del travaglio interiore che l'artista vive tra il 1920 e il 1921, dove la «sofferenza acuta si alterna alla disperazione».

## Fortuna e critica del pensiero evoliano
Oggetto di critica serrata, il pensiero di Evola secondo Franco Ferraresi "può essere considerato come uno dei più coerenti e radicali sistemi dottrinali di orientamento antipopolare, antiliberale e antidemocratico del XX secolo".
Evola ha una sua influenza, anche se difficilmente quantificabile, nel variegato mondo della cultura fascista, spesso ingigantita dai suoi stessi resoconti del dopoguerra: con lo scopo di indirizzarne l'impostazione culturale e ideologica verso posizioni più affini al suo pensiero, scrive numerosi saggi, collabora intensamente con riviste e giornali di grande tiratura e partecipa alla vita accademica del suo tempo in veste di conferenziere, sia presso alcune prestigiose università italiane e straniere sia nell'ambito dei corsi di mistica fascista, nonostante la sua precedente dichiarata opposizione al mondo accademico e delle università (nonché al concetto stesso di mistica fascista). Lo stesso Giuseppe Bottai, alto esponente del Partito Fascista che anni prima aveva permesso la sua pubblicazione, definì le sue opere e il suo pensiero come "un arbitrario accoppiamento di una massa mal digerita di nozioni”. Sostanzialmente Evola durante il fascismo rimarrà per il mondo politico e culturale "uno strano tipo di intellettuale e di fascista sconosciuto ai più" e un "isolato e un eccentrico".
Ma è lo stesso Evola, nel primo numero della rivista da lui diretta, La Torre, quando espone il suo pensiero sul mondo della tradizione, a sintetizzare la sua posizione verso il fascismo: «Nella misura che il fascismo segua e difenda tali principi, in questa stessa misura noi possiamo considerarci fascisti. E questo è tutto».  Sulle stesse pagine della rivista Evola allo stesso tempo scriverà in un articolo anonimo precisando che per lui il fascismo è stato «Troppo poco» e che «Noi avremmo voluto un fascismo più radicale, più intrepido, un fascismo veramente assoluto, fatto di forza pura, fatto di irriducibilità a qualsiasi compromesso, ardente nella fase di un senso reale della potenza imperiale». Seppur mai comprovato, c'è anche chi tra i suoi sostenitori ritiene che in sede diplomatica Evola svolgesse missioni ad altissimi livelli per conto dello stesso governo italiano. Centrale nel suo pensiero è infatti il concetto di "tradizione", ma lo stesso Evola spiega come tale concetto debba essere interpretato principalmente in chiave spirituale-esoterica e non in riferimento ad una realtà del passato quanto ad una ideale epoca a-storica.
Evola è stato inoltre considerato uno dei principali ideologi dell'estrema destra terrorista durante gli Anni di piombo, del neopaganesimo romano-italico e le sue opere verrebbero apprezzate anche da alcune frange del fondamentalismo islamico, oltre che dagli ambienti di suprematismo e nazionalismo bianco, neofascismo, nativismo, neonazismo, neo-eurasiatismo e identitarismo, ma trova seguito anche nella destra moderata. Evola è inoltre un autore popolare tra gli appassionati di esoterismo, pseudoscienza, spiritismo e paranormale, in gran parte anche causa delle sue convinzioni metafisiche, magiche e soprannaturali, inclusa la fede nei fantasmi, nella telepatia e nell'alchimia.
 
Sulla mostra di pittura di Evola tenutasi al Museo d'arte moderna e contemporanea di Trento e Rovereto (MART) di Rovereto dal 15 maggio al 18 settembre 2022, voluta dal presidente del museo Vittorio Sgarbi, ci sono state critiche soprattutto da parte di esponenti della cultura ebraica, come la storica Anna Foa e lo storico Alberto Cavaglion che hanno stigmatizzato l'antisemitismo di Evola. Cavaglion ha fatto notare con un intervento sul Moked - il portale dell'ebraismo italiano che Evola «fu dell’antisemitismo italiano [...] un protagonista indiscusso, forse, il solo rappresentante della via italiana al razzismo» e conclude «non mi sembra che la storiografia sull’antisemitismo nel primo Novecento italiano abbia saputo misurare bene il veleno della fede evoliana. Una mostra di quadri mediocri temo non servirà molto a migliorare le cose».

## Opere

### Opere dell'autore
- Julius Evola, Arte Astratta, posizione teorica, Roma, Maglione e Strini, 1920. ISBN non esistente
- (FR) Julius Evola, La parole obscure du paysage intérieur, Roma-Zurigo, Collection Dada, 1921. ISBN non esistente
- Julius Evola, Saggi sull'idealismo magico, Todi-Roma, Atanòr, 1925. ISBN non esistente
- Julius Evola, L'individuo e il divenire del mondo, Roma, Libreria di Scienze e Lettere, 1926. ISBN non esistente
- Julius Evola, L'uomo come potenza, Todi-Roma, Atanòr, 1927a. ISBN non esistente
- Julius Evola, Teoria dell'individuo assoluto, Torino, Bocca, 1927b. ISBN non esistente
- Julius Evola, Imperialismo pagano, Todi-Roma, Atanòr, 1928. ISBN non esistente
- Julius Evola, Fenomenologia dell'individuo assoluto, Torino, Bocca, 1930. ISBN non esistente
- Julius Evola, La tradizione ermetica, Bari, Laterza, 1931. ISBN non esistente
- Julius Evola, Maschera e volto dello spiritualismo contemporaneo, Torino, Bocca, 1932. ISBN non esistente
- Julius Evola, Rivolta contro il mondo moderno, Milano, Hoepli, 1934. ISBN non esistente
- Julius Evola, Tre aspetti del problema ebraico, Roma, Mediterranee, 1936. ISBN non esistente
- Julius Evola, Il mistero del Graal, Bari, Laterza, 1937a. ISBN non esistente
- Julius Evola, Il mito del sangue, Milano, Hoepli, 1937b. ISBN non esistente
- Julius Evola, Indirizzi per una educazione razziale, Napoli, Conte, 1941a. ISBN non esistente
- Julius Evola, Sintesi di dottrina della razza, Milano, Hoepli, 1941b. ISBN non esistente
- Julius Evola, La dottrina del risveglio, Bari, Laterza, 1943. ISBN non esistente
- Julius Evola, Lo Yoga della potenza, Torino, Bocca, 1949. ISBN non esistente
- Julius Evola, Orientamenti, Roma, Imperium, 1950. ISBN non esistente
- Julius Evola, Roma, Cinabro edizioni 2024. ISBN non esistente
- Julius Evola, Gli uomini e le rovine, Roma, Edizioni dell'Ascia, 1953. ISBN non esistente
- Julius Evola, Metafisica del sesso, Todi-Roma, Atanòr, 1958. ISBN non esistente
- Julius Evola, L'«Operaio» nel pensiero di Ernst Jünger, Roma, Armando, 1959. ISBN non esistente
- Julius Evola, Cavalcare la tigre, Milano, Vanni Scheiwiller, 1961. ISBN non esistente
- Julius Evola, Il cammino del cinabro, Milano, Vanni Scheiwiller, 1963a. ISBN non esistente
- Julius Evola, Il Fascismo. Saggio di una analisi critica dal punto di vista della destra, Roma, Volpe, 1963b. ISBN non esistente
- Julius Evola, L'arco e la clava, Milano, Vanni Scheiwiller, 1968. ISBN non esistente
- Julius Evola, Raâga Blanda, Milano, Vanni Scheiwiller, 1969. ISBN non esistente
- Julius Evola, Il taoismo, Roma, Mediterranee, 1972. ISBN non esistente
- Julius Evola, Ricognizioni. Uomini e problemi, Roma, Mediterranee, 1974. ISBN non esistente

### Opere curate dall'autore
- Lao Tze, Il libro della via e della virtù, a cura di Julius Evola, Lanciano, Carabba, 1923. ISBN non esistente
- Cesare Della Riviera, Il mondo magico de gli heroi, a cura di Julius Evola, Bari, Laterza, 1932. ISBN non esistente
- René Guénon, La crisi del mondo moderno, a cura di Julius Evola, Milano, Hoepli, 1937. ISBN non esistente
- Emmanuel Malynski e Léon De Poncins, La guerra occulta, a cura di Julius Evola, Milano, Hoepli, 1939. ISBN non esistente
- Gustav Meyrink, Il Domenicano bianco, a cura di Julius Evola, Milano, Fratelli Bocca Editori, 1944. ISBN non esistente
- Gustav Meyrink, La notte di Valpurga, a cura di Julius Evola, Milano, Fratelli Bocca Editori, 1944. ISBN non esistente
- Johann Jakob Bachofen, Le madri e la virilità olimpica, a cura di Julius Evola, Torino, Bocca, 1949. ISBN non esistente
- Gustav Meyrink, L'Angelo della finestra d'Occidente, a cura di Julius Evola, Milano, Fratelli Bocca Editori, 1949. ISBN non esistente
- Mircea Eliade, Lo sciamanesimo e le tecniche dell'estasi, a cura di Julius Evola, Milano, Fratelli Bocca Editori, 1954. ISBN non esistente
- Gruppo di Ur, Introduzione alla magia come scienza dell'Io, a cura di Julius Evola, Torino, Bocca, 1955. ISBN non esistente
- Otto Weininger, Sesso e carattere, a cura di Julius Evola, Milano, Bocca, 1956. ISBN non esistente
- Oswald Spengler, Il tramonto dell'occidente, a cura di Julius Evola, Milano, Longanesi, 1957. ISBN non esistente
- Eduard Erkes, Credenze religiose della Cina antica, a cura di Julius Evola, Roma, IsMEO, 1958. ISBN non esistente
- Pitagora I Versi d'Oro, 1959, a cura di Julius Evola, Todi-Roma, Atanòr. ISBN non esistente
- Lao Tze, Il Libro del Principio e della sua azione, a cura di Julius Evola, Milano, Ceschina, 1959. ISBN non esistente
- Gabriel Marcel, L'uomo contro l'umano, a cura di Julius Evola, Roma, Volpe, 1963. ISBN non esistente
- Ernst Jünger, Al muro del tempo, a cura di Julius Evola, Roma, Volpe, 1965. ISBN non esistente
- Hans-Joachim Schoeps, Questa fu la Prussia, a cura di Julius Evola, Roma, Volpe, 1966. ISBN non esistente
- Erik Von Kuehnelt-Leddihn, L'errore democratico, a cura di Julius Evola, Roma, Volpe, 1966. ISBN non esistente
- Theodor Litt, Le scienze e l'uomo, a cura di Julius Evola, Roma, Armando, 1967. ISBN non esistente
- Pascal Bewerly Randolph, Magia Sexualis, a cura di Julius Evola, Roma, Mediterranee, 1969. ISBN non esistente
- Karl Loewenstein, La Monarchia nello Stato moderno, a cura di Julius Evola, Roma, Volpe, 1969. ISBN non esistente
- Robert Reininger, Nietzsche e il senso della vita, a cura di Julius Evola, Roma, Volpe, 1971. ISBN non esistente
- Arthur Avalon, Il mondo come potenza, a cura di Julius Evola, Roma, Mediterranee, 1973. ISBN non esistente
- Daisetsu Teitarō Suzuki, Saggi sul Buddhismo Zen Vol.1, a cura di Julius Evola, Roma, Mediterranee, 1975. ISBN non esistente
- Lao Tze, Il mistero del fiore d'oro, a cura di Julius Evola, Roma, Mediterranee, 1971. ISBN non esistente
- Lu K'uan Yû, Lo Yoga del Tao, a cura di Julius Evola, Roma, Mediterranee, 1976. ISBN 978-88-27203-15-6.

### Opere curate dall'autore con lo pseudonimo Carlo d'Altavilla
- Theodor Litt, Istruzione tecnica e formazione umana, a cura di Carlo d'Altavilla (Julius Evola), Roma, Armando, 1958. ISBN non esistente
- Gustav Meyrink, Alla frontiera dell'Aldilà, a cura di Carlo d'Altavilla (Julius Evola), Napoli, Casa Editrice Rocco, 1959. ISBN non esistente
- Theodor Litt e Eduard Spranger, Enrico Pestalozzi, a cura di Carlo d'Altavilla (Julius Evola), Roma, Armando, 1961. ISBN non esistente
- Franz Hilker, Pedagogia comparata: storia, teoria e prassi, a cura di Carlo d'Altavilla (Julius Evola), Roma, Armando, 1967. ISBN non esistente
- Jacques Ulmann, Ginnastica, educazione fisica e sport dall'antichità ad oggi, a cura di Carlo d'Altavilla (Julius Evola), Roma, Armando, 1967. ISBN non esistente
- Karlfried Graf Dürckheim, Hara: il centro vitale dell'uomo secondo lo Zen, a cura di Carlo d'Altavilla (Julius Evola), Roma, Mediterranee, 1969. ISBN non esistente
- Bernard George, L'ondata rossa sulla Germania dell'Est 1945-1951, a cura di Carlo d'Altavilla (Julius Evola), Roma, Volpe, 1969. ISBN non esistente
- Erik von Kuehnelt-Leddihn, L'errore democratico, a cura di Carlo d'Altavilla (Julius Evola), Roma, Volpe, 1969. ISBN non esistente
- Hans Reiner, Etica, teoria e storia, a cura di Carlo d'Altavilla (Julius Evola), Roma, Armando, 1971. ISBN non esistente
- Stephan Leibfried, L'università integrata: l'istruzione superiore nella Repubblica federale tedesca e negli Usa, a cura di Carlo d'Altavilla (Julius Evola), Roma, Armando, 1971. ISBN non esistente
- Ernst Cassirer, Saggio sull'uomo: introduzione ad una filosofia della cultura, a cura di Carlo d'Altavilla (Julius Evola), Roma, Armando, 1972. ISBN non esistente
- Walter Wefers, Basi e idee dello Stato spagnolo d'oggi, a cura di Carlo d'Altavilla (Julius Evola), Roma, Volpe, 1965. ISBN non esistente
- François Gaucher, Idee per un movimento, a cura di Carlo d'Altavilla (Julius Evola), Roma, Volpe, 1966. ISBN non esistente
- Donald Edward Keyhoe, La verità sui dischi volanti, a cura di Carlo d'Altavilla (Julius Evola), Milano, Atlante, 1954. ISBN non esistente

### Antologie di scritti non compilate dall'autore
- Julius Evola, I saggi di "Bilychnis", Padova, Edizioni di Ar, 1970a. ISBN non esistente
- Julius Evola, I saggi della "Nuova Antologia", Padova, Edizioni di Ar, 1970b. ISBN non esistente
- Julius Evola, L'idea di Stato, Padova, Edizioni di Ar, 1970c. ISBN non esistente
- Julius Evola, Gerarchia e democrazia, Padova, Edizioni di Ar, 1970d. ISBN non esistente
- Julius Evola, Meditazioni delle vette, La Spezia, Edizioni del Tridente, 1971. ISBN non esistente
- Julius Evola, Diario 1943-44, Genova, Centro Studi Evoliani, 1975. ISBN non esistente
- Julius Evola, Etica aria, Genova, Centro Studi Evoliani, 1976a. ISBN non esistente
- Julius Evola, L'individuo e il divenire del mondo, Carmagnola, Edizioni Arktos, 1976b. ISBN non esistente
- Julius Evola, Simboli della Tradizione Occidentale, Carmagnola, Edizioni Arktos, 1977a. ISBN non esistente
- Julius Evola, La via della realizzazione di sé secondo i misteri di Mitra, Roma, Fondazione Julius Evola, 1977b. ISBN non esistente
- Julius Evola, Considerazioni sulla guerra occulta, Genova, Centro Studi Evoliani, 1977c. ISBN non esistente
- Julius Evola, Le razze e il mito delle origini di Roma, Monfalcone, Sentinella, 1977d. ISBN non esistente
- Julius Evola, Il problema della donna, Roma, Fondazione Julius Evola, 1977e. ISBN non esistente
- Julius Evola, Ultimi scritti, Napoli, Controcorrente, 1977f. ISBN non esistente
- Julius Evola, La Tradizione di Roma, Padova, Edizioni di Ar, 1977g. ISBN non esistente
- Julius Evola, Due imperatori, Padova, Edizioni di Ar, 1977h. ISBN non esistente
- Julius Evola, Cultura e politica, Roma, Fondazione Julius Evola, 1978a. ISBN non esistente
- Julius Evola, Citazioni sulla Monarchia, Palermo, Edizioni Thule, 1978b. ISBN non esistente
- Julius Evola, L'infezione psicanalitica, Roma, Fondazione Julius Evola, 1978c. ISBN non esistente
- Julius Evola, Il nichilismo attivo di Federico Nietzsche, Roma, Fondazione Julius Evola, 1978d. ISBN non esistente
- Julius Evola, Lo Stato, Roma, Fondazione Julius Evola, 1978e. ISBN non esistente
- Julius Evola, Europa una: forma e presupposti, Roma, Fondazione Julius Evola, 1979a. ISBN non esistente
- Julius Evola, La questione sociale, Roma, Fondazione Julius Evola, 1979b. ISBN non esistente
- Julius Evola, Saggi di dottrina politica, Sanremo, Mizar, 1979c. ISBN non esistente
- Julius Evola, La satira politica di Trilussa, Roma, Fondazione Julius Evola, 1980a. ISBN non esistente
- Julius Evola, Scienza ultima, Roma, Fondazione Julius Evola, 1980b. ISBN non esistente
- Julius Evola, Spengler e il "Tramonto dell'Occidente", Roma, Fondazione Julius Evola, 1981a. ISBN non esistente
- Julius Evola, Lo zen, Roma, Fondazione Julius Evola, 1981b. ISBN non esistente
- Julius Evola, I tempi e la storia, Roma, Fondazione Julius Evola, 1982a. ISBN non esistente
- Julius Evola, Civiltà americana, Roma, Fondazione Julius Evola, 1982b. ISBN non esistente
- Julius Evola, La forza rivoluzionaria di Roma, Roma, Fondazione Julius Evola, 1984a. ISBN non esistente
- Julius Evola, Scritti sulla massoneria, Roma, Edizioni Settimo Sigillo, 1984b. ISBN non esistente
- Julius Evola, Oriente e occidente, Milano, La Queste, 1984c. ISBN non esistente
- Julius Evola, Una maestro dei tempi moderni: René Guénon, Roma, Fondazione Julius Evola, 1984d. ISBN non esistente
- Julius Evola, Filosofia, etica e mistica del razzismo, Monfalcone, Sentinella d'Italia, 1985. ISBN non esistente
- Julius Evola, Monarchia, aristocrazia, tradizione, Sanremo, Casabianca, 1986a. ISBN non esistente
- Julius Evola, I placebo, Roma, Fondazione Julius Evola, 1986b. ISBN non esistente
- Julius Evola, Gli articoli de "La Vita Italiana" durante il periodo bellico, Treviso, Centro Studi Tradizionali, 1988. ISBN non esistente
- Julius Evola, Dal crepuscolo all'oscuramento della tradizione nipponica, Treviso, Centro Studi Tradizionali, 1989. ISBN non esistente
- Julius Evola, Il ciclo si chiude, americanismo e bolscevismo (1929-1969), Roma, Fondazione Julius Evola, 1991. ISBN non esistente
- Julius Evola, Il genio d'Israele: l'azione distruttrice dell'ebraismo, Catania, Il Cinabro, 1992a. ISBN non esistente
- Julius Evola, Il problema di oriente e occidente, Roma, Fondazione Julius Evola, 1992b. ISBN non esistente
- Julius Evola, Fenomenologia della sovversione in scritti politici del 1933-70, Borzano, SeaR, 1993. ISBN non esistente
- Julius Evola, Scritti sull'arte d'avanguardia, Roma, Fondazione Julius Evola, 1994a. ISBN non esistente
- Julius Evola, Esplorazioni e disamine, gli scritti di "Bibliografia fascista" (1934-1939), Parma, Edizioni all'insegna del veltro, 1994b. ISBN non esistente
- Julius Evola, Esplorazioni e disamine, gli scritti di "Bibliografia fascista" (1940-1943), Parma, Edizioni all'insegna del veltro, 1995a. ISBN non esistente
- Julius Evola, Lo Stato (1934-1943), Roma, Fondazione Julius Evola, 1995b. ISBN non esistente
- Julius Evola, La tragedia della Guardia di Ferro, Roma, Fondazione Julius Evola, 1996a. ISBN non esistente
- Julius Evola, Scritti per "Vie della Tradizione" (1971-1974), Palermo, Edizioni Vie della Tradizione, 1996b. ISBN non esistente
- Julius Evola, Carattere, Catania, Il Cinabro, 1996c. ISBN non esistente
- Julius Evola, L'idealismo realistico (1924-1928), Roma, Fondazione Julius Evola, 1997a. ISBN non esistente
- Julius Evola, Idee per una destra, Roma, Fondazione Julius Evola, 1997b. ISBN non esistente
- Julius Evola, Fascismo e Terzo Reich, Roma, Mediterranee, 2001. ISBN 978-88-272-1393-3.
- Julius Evola, Il "mistero iperboreo". Scritti sugli Indoeuropei 1934-1970, Roma, Fondazione Julius Evola, 2003. ISBN non esistente
- Julius Evola, Critica del costume, Catania, Il Cinabro, 2005. ISBN non esistente
- Julius Evola, Augustea (1941-1943). La Stampa (1942-1943), Roma, Fondazione Julius Evola, 2006. ISBN non esistente
- Julius Evola, Anticomunismo positivo. Scritti su bolscevismo e marxismo (1938-1968), Napoli, Controcorrente, 2008. ISBN 978-88-89015-62-9.
- Julius Evola, Il Mondo alla Rovescia (Saggi critici e recensioni 1923-1959), Genova, Edizioni Arya, 2008. ISBN 9788890725623.
- Julius Evola, La scuola di mistica fascista. Scritti di mistica, ascesi e libertà (1940-1941), Napoli, Controcorrente, 2009. ISBN 978-88-89015-71-1.
- Julius Evola, Le sacre radici del potere, Genova, Edizioni Arya, 2010. ISBN 9788890725654.
- Julius Evola, Civiltà americana. Scritti sugli Stati Uniti (1930-1968), Napoli, Controcorrente, 2010. ISBN 978-88-89015-82-7.
- Julius Evola, Scritti sulla Massoneria volgare speculativa, Genova, Edizioni Arya, 2012, ISBN 9788890725609.
- Julius Evola, Par delà Nietzsche, Torino, Nino Aragno Editore, 2015, ISBN 9788884197573.
- Julius Evola, Fascismo Giappone Zen. Scritti sull'Oriente 1927-1975, Roma, Pagine, 2016. ISBN 978-88-75574-92-5.
- Julius Evola, Ernst Jünger. Il combattente, l'operaio, l'anarca, Roma, Passaggio al Bosco, 2017, ISBN 9788885574014.
- Julius Evola, Da Wagner al jazz : scritti sulla musica, 1936-1971, a cura di Piero Chiappano, Milano, Jouvence, 2017, ISBN 9788878015890.
- Julius Evola, Etica Aria - Orizzonte tradizionale, Genova, Edizioni Arya, 2018, ISBN 9788898324101.

### Raccolte di lettere e carteggi
- Julius Evola, Lettere di Julius Evola a Girolamo Comi (1934-1962), a cura di Gianfranco De Turris, Roma, Fondazione Julius Evola, 1987. ISBN non esistente
- Julius Evola, Lettere di Julius Evola a Tristan Tzara (1919-1923), a cura di Elisabetta Valento, Roma, Fondazione Julius Evola, 1991. ISBN non esistente
- Julius Evola, Lettere di Julius Evola a Benedetto Croce (1925-1933), a cura di Stefano Arcella, Roma, Fondazione Julius Evola, 1995. ISBN non esistente
- Julius Evola, La biblioteca esoterica. Evola Croce Laterza. Carteggi editoriali, a cura di Antonio Barbera, Roma, Fondazione Julius Evola, 1997. ISBN non esistente
- Julius Evola, Lettere di Julius Evola a Carl Schmitt (1951-1963), a cura di Antonio Caracciolo, Roma, Fondazione Julius Evola, 2000. ISBN non esistente
- Julius Evola, Lettere di Julius Evola a Giovanni Gentile (1927-1929), a cura di Stefano Arcella, Roma, Fondazione Julius Evola, 2000. ISBN non esistente
- Julius Evola,  Fuoco segreto. Lettere, interviste, documenti, testimonianze, inediti, Mediterranee 2024.
- Julius Evola,  Diorama Filosofico, raccolta completa degli articoli (1934 - 1943), Cinabro Edizioni 2022. ISBN non esistente
- Julius Evola,  L’epica dei cieli e dei mari, raccolta di articoli su L’Ala d’Italia e L’Italia Marinara (1932 -1938), Cinabro Edizioni 2022. ISBN non esistente
- Julius Evola,  A colloquio col barone. Un’intervista inedita a Julius Evola (1973), Cinabro Edizioni 2022. ISBN non esistente

### In italiano
- Adriano Tilgher, Giulio Evola, in Antologia dei Filosofi Italiani del dopoguerra, Modena, Guanda, 1937.
- Gianfranco De Turris, Omaggio a Julius Evola per il suo LXXV compleanno, Roma, Volpe, 1973a. ISBN non esistente
- Gianfranco De Turris, Testimonianze su Evola, Roma, Mediterranee, 1973b. ISBN 978-88-272-0509-9.
- Maura Del Serra, L'avanguardia distonica del primo Evola, in Studi Novecenteschi, n. 11, 1975,  pp. 129-154.
- Pier Luigi Aurea, Evola e il nichilismo, Palermo, Edizioni Thule, 1976. ISBN non esistente
- Piero Vassallo, Modernità e tradizione nell'opera evoliana, Palermo, Edizioni Thule, 1978. ISBN non esistente
- Philippe Baillet, Julius Evola e l'affermazione assoluta, Padova, Edizioni di Ar, 1978. ISBN non esistente
- Marcello Veneziani, La ricerca dell'assoluto in Julius Evola, Palermo, Edizioni Thule, 1979. ISBN non esistente
- Gian Franco Lami, Introduzione a Julius Evola, Roma, Volpe, 1980. ISBN non esistente
- Marcello Veneziani, Julius Evola tra filosofia e tradizione, Roma, Ciarrapico editore, 1984, SBN TSA0055880.
- Roberto Melchionda, Il volto di Dioniso, Roma, Basaia, 1984. ISBN non esistente
- Giovanni Ferracuti, Julius Evola, Rimini, Il Cerchio, 1984. ISBN non esistente
- Alberto Cavaglion, Otto Weininger in Italia, Roma, Biblioteca Carucci, 1983, ISBN 88-85027-68-7.
- AA.VV. Anna Maria Jellamo, Julius Evola. Il filosofo della tradizione, in La destra radicale, Milano, Feltrinelli, 1984. ISBN non esistente
- Piero Di Vona, Evola e Guénon. Tradizione e Civiltà, Napoli, Società Editrice Napoletana, 1985. ISBN non esistente
- Marguerite Yourcenar, Incontri col Tantrismo, in Il tempo grande scultore, Torino, Einaudi, 1985,  pp. 173-181.
- Gennaro Malgieri, Modernità e Tradizione, Roma, Settimo Sigillo, 1987. ISBN non esistente
- AA.VV. Tradizione e/o Nichilismo, letture e ri-letture di "Cavalcare la tigre", 1988, Milano, Società Editrice Barbarossa. ISBN non esistente
- Antimo Negri, Julius Evola e la filosofia, Milano, Spirali, 1988. ISBN 978-88-7770-209-8.a filosofi
- Luca Lo Bianco, Evola, in Dizionario biografico degli italiani, vol. 43, Roma, Istituto della Enciclopedia Italiana, 1993,  p. 575. ISBN non esistente
- Marco Fraquelli, Il filosofo proibito, tradizione e reazione nell'opera di Julius Evola, Milano, Terziaria, 1994a. ISBN non esistente
- Pablo Echaurren, Evola in Dada, Roma, Settimo Sigillo, 1994. ISBN non esistente
- Gianfranco De Turris, Adolfo Morganti;, Julius Evola, mito, azione, civiltà, Rimini, Il Cerchio, 1994. ISBN 978-88-86583-10-7.
- Elisabetta Valento, Homo Faber, Julius Evola fra arte e alchimia, Roma, Fondazione Julius Evola, 1994d. ISBN non esistente
- Renato Del Ponte, Evola e il magico "Gruppo di UR", Borzano, SeaR, 1994. ISBN non esistente
- Sandro Consolato, Julius Evola e il buddismo, Borzano, SeaR, 1995. ISBN non esistente
- AA.VV. Delle rovine ed oltre, saggi su Julius Evola, 1995, Roma, A. Pellicani. ISBN non esistente
- Gianfranco De Turris, Elogio e difesa di Julius Evola, il Barone e i terroristi, Roma, Mediterranee, 1997. ISBN 978-88-272-0456-6.
- Adriano Romualdi, Su Evola, Roma, Fondazione Julius Evola, 1998. ISBN non esistente
- Giovanni Damiano, La filosofia della libertà di Julius Evola, Padova, Edizioni di Ar, 1998. ISBN non esistente
- Gigi Montonato, Comi-Evola. Un rapporto ai margini del fascismo, Lecce, Congedo, 2000. ISBN 978-88-8086-355-7.
- Beniamino Di Dario, La via romana al Divino. Julius Evola e la religione romana, Padova, Edizioni di Ar, 2001. ISBN non esistente
- Francesco Germinario, Razza del Sangue, razza dello Spirito: Julius Evola, l'antisemitismo e il nazionalsocialismo (1930-43), Torino, Bollati Boringhieri, 2001. ISBN 978-88-339-1301-8.
- Patricia Chiantera Stutte, Julius Evola. Dal dadaismo alla rivoluzione conservatrice (1919-1940), Roma, Aracne, 2002. ISBN 978-88-7999-317-3.
- Francesco Cassata, A destra del fascismo. Profilo politico di Julius Evola, Torino, Bollati Boringhieri, 2003. ISBN 978-88-339-1498-5.
- Giovanni Damiano (a cura di), L'ora che viene. Intorno a Evola e a Spengler, Padova, Edizioni di Ar, 2004. ISBN non esistente
- Sandro Consolato, Julius Evola trentanni dopo, Roma, I libri del Graal, 2004. ISBN non esistente
- Vitaldo Conte, Julius Evola. Arte come alchimia, mistica, biografia, Reggio Calabria, Iriti, 2005. ISBN 978-88-87935-97-4.
- Thomas Dana, Julius Evola e la tentazione razzista, Mesagne, Sulla rotta del sole, 2006. ISBN 978-88-88456-33-1.
- Alberto Lombardo, Evola, gli evoliani e gli antievoliani, Roma, Nuove Idee, 2006. ISBN 978-88-7557-183-2.
- Gianfranco De Turris, Esoterismo e fascismo, Roma, Mediterranee, 2006. ISBN 88-272-1831-9.
- Hans Thomas Hakl, La questione dei rapporti fra Julius Evola e Aleister Crowley, in Arthos, n. 13, 2006,  pp. 269-289.
- Gianni Scipione Rossi, Il razzista totalitario, Catanzaro, Rubbettino, 2007. ISBN 978-88-498-1683-9.
- Marco Iacona, Il maestro della tradizione. Dialoghi su Julius Evola, Napoli, Controcorrente, 2008. ISBN 88-89015-68-3.
- Alessandra Tarquini, Il Gentile dei fascisti, Bologna, Il Mulino, 2009. ISBN 978-88-15-12817-1.
- Marco Iacona, Julius Evola e le vicende processuali legate ai Far (1951-54), in Nuova Storia Contemporanea, vol. 3, n. 13, 2009.
- Fabio Venzi, Julius Evola e la libera muratoria, Roma, Settimo Sigillo, 2010. ISBN 978-88-61-48081-0.
- Gianfranco De Turris, Julius Evola. Un filosofo in guerra 1943 1945, Milano, Ugo Mursia Editore, 2016, ISBN 978-88-425-5675-6.
- Rene Guenon, Lettere a Julius Evola, edizioni Arktos, 2005
- AA.VV., Heliodromos, n. 6 Nuova Serie, 1995 - Speciale Evola, Catania
- Francesco Germinario, Tradizione Mito Storia. La cultura politica della destra radicale e i suoi teorici, Carocci, 2014
- Gianfranco De Turris, Julius Evola: Autobiografia spirituale, a cura di Andrea Scarabelli, I°edizione, Roma, Edizioni Mediterranee, 2019.
- Sergio Benvenuto, Dadaismo e modernità. In margine a Julius Evola, in Antinomie, 2-XI-2020.
- Andrea Scarabelli, Vita avventurosa di Julius Evola: Una biografia, I°edizione, Roma, Bietti, 2024, ISBN 978-8882485450.

### In altre lingue
- (FR) Christophe Boutin, Politique et tradition: Julius Evola dans le siecle, 1898-1974, Editions Kime, 1992. ISBN 978-2-908212-15-0.
- (FR) Jean-Paul Lippi, Julius Evola, metaphysicien et penseur politique: Essai d'analyse structurale, Éditions L'Âge d'Homme, 1998. ISBN 978-2-8251-1125-3.
- (FR) Jean-Paul Lippi, Julius Evola: qui suis-je?, Pardès, 1999. ISBN 978-2-86714-183-6.
- (FR) Hans Thomas Hakl, Julius Evola et la "révolution conservatrice" allemande, Deux Etendards, 2002. (sotto lo pseudonimo di H.T. Hansen)
- (ES) Marta Monedero, Evola, Libros en Red, 2004. ISBN 978-987-561-069-9.
- (EN) Mark Sedgwik, Against the Modern World: Traditionalism and the Secret Intellectual History of the Twentieth Century, Oxford, Oxford University Press, 2004. ISBN 978-0-19-515297-5.
- (EN) Paul Furlong, Social and Political Thought of Julius Evola (Extremism and Democracy), London, Routledge, 2011. ISBN 978-0-41558-968-0.
- (FR) Sergio Benvenuto, “Julius Evola, un dadaïste hyper-traditionnaliste”, Ligeia, XXIVe année, nn. 109-112, juillet-décembre 2011, pp. 124–141. ISSN 0989-6023, http://www.sergiobenvenuto.it/mediter/article_ot.php?ID=33
- Peter Staudenmaier, Racial Ideology between Fascist Italy and Nazi Germany: Julius Evola and the Aryan Myth, 1933–43 Evola and the Aryan Myth, 1933–43.
- Mark Sedgwick, Against the modern world, traditionalism and the secret intellectual history of the twentieth century, Oxford, 2004.
- (EN) Hans Thomas Hakl e Joscelyn Godwin, Julius Evola and Tradition, Oxford, Oxford University Press, 2019.

### Documentari
- Dalla Trincea a Dada (2006) di Maurizio Murelli. DVD pubblicato nel 2006 dalla Società Editrice Barbarossa di Milano, della durata di 101 min., che ripercorre il periodo artistico di Evola. Con musiche di: Ain Soph, Kaiserbund, Roma, Wien, Zetazeroalfa.

### Arte e cultura
- Avanguardia
- Dadaismo
- Futurismo
- Gruppo di Ur
- Idealismo magico
- Rivoluzione conservatrice
- Sturm und Drang

### Autori e pensatori tradizionali
- Johann Jakob Bachofen
- Aleksandr Dugin
- Mircea Eliade
- René Guénon
- Pio Filippani Ronconi
- Ernst Jünger
- Friedrich Nietzsche
- José Ortega y Gasset
- Arturo Reghini
- Giulio Parise
- Carl Schmitt
- Miguel Serrano
- Oswald Spengler
- Otto Weininger

### Filosofia
- Anticattolicesimo
- Esistenzialismo
- Idealismo
- Illuminismo
- Metafisica
- Neopaganesimo
- Neoplatonismo
- Pitagorismo
- Tradizionalismo integrale
- Tradizionalismo

### Religione
- Buddhismo
- Cattolicesimo
- Cristianesimo
- Induismo
- Paganesimo
- Tantrismo
- Taoismo
- Via romana agli dei

### Storia
- Fascismo
- Nazismo
- Prima guerra mondiale
- Rivoluzione francese
- Seconda guerra mondiale

### Teoria della razza
- Antisemitismo
- Darwinismo
- Ebrei
- Protocolli dei savi di Sion
- Razzismo